# 尼斯
尼斯（法語：Nice，發音：[nis] ⓘ，發音：[ˈnisa]），法国东南部，地中海沿岸的城市，普罗旺斯-阿尔卑斯-蔚蓝海岸大区滨海阿尔卑斯省的一个市镇，同时也是该省的省会，下辖尼斯区，其市镇面积为71.92平方公里，2022年1月1日时人口数量为353,701人，是该省人口最多的市镇，在法国城市中排名第5位，仅次于巴黎、里昂、马赛和图卢兹。
尼斯位于滨海阿尔卑斯省南部，地中海沿岸，历史悠久。当地出土了多处先古时期的遗址，中世纪时长期为一个伯国的国都，1814至1860年间曾被萨丁王国控制。尼斯是法国重要的旅游城市，其所在的区域被称为“蔚蓝海岸”，因温暖的气候及独特的地中海景观而被世人知晓，自19世纪末起人口数量迅速增加。尼斯也是一座综合性的工商业城市，当地设有多个开发区，其近郊的索菲亚科技园集中了大量科研院校，被称为“法国硅谷”，此外尼斯机场是法国除巴黎外最繁忙的机场。尼斯也因尼斯菜和同名足球俱乐部而闻名。

## 地名来源
“尼斯”一名的词根出自于其在古罗马时代的名称“尼卡伊亚”（拉丁語：Nicaea），语出古希腊语 （即“胜利”），这一名称可能来源于公元1世纪时古马赛人与利古里亚人之间某场战争的胜利。

## 历史

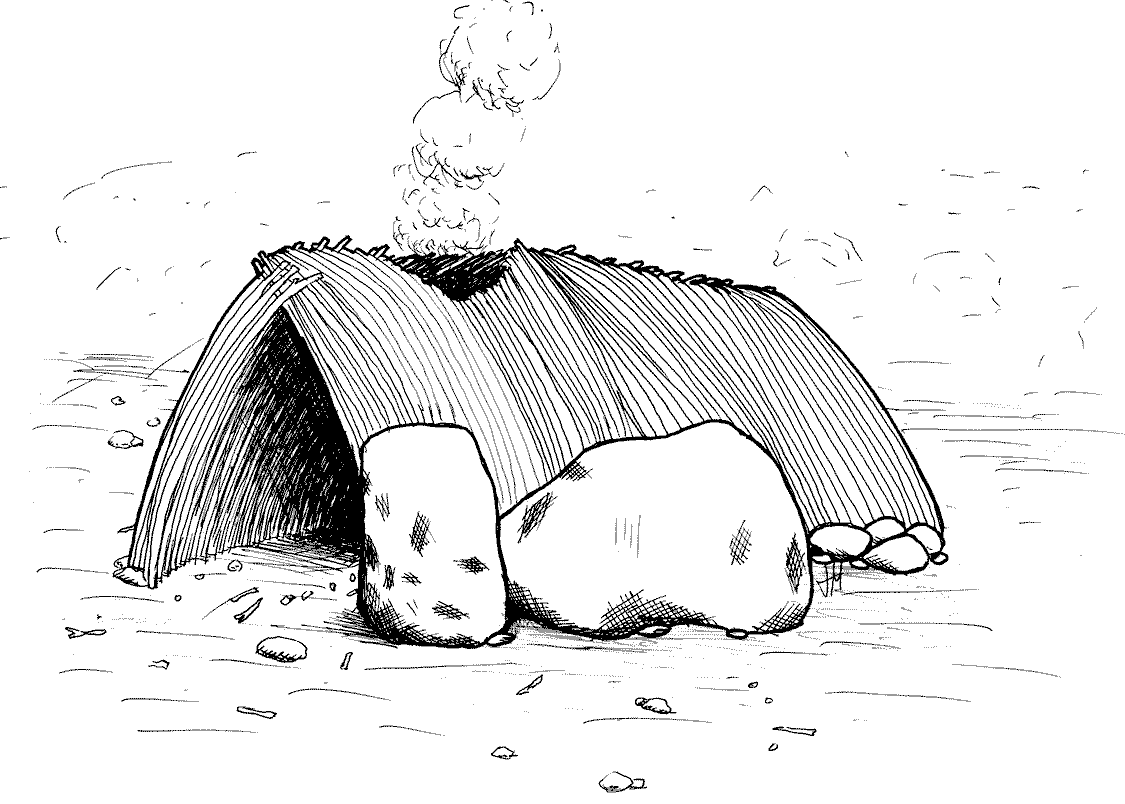
泰拉阿马塔遗址

### 先古时期
尼斯境内最早的人类活动痕迹可追溯至距今38万年前，泰拉阿马塔遗址内发现的石器经确认属于阿舍利文化。尼斯东部的拉扎雷溶洞中则发现了距今约23万年前的人类活动痕迹，而青铜器时期的遗址在尼斯境内多个街区都有发现。

### 高卢-罗马时期

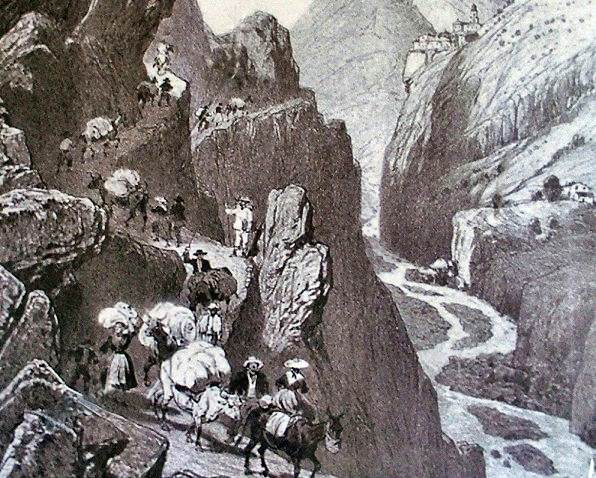
通向尼斯的运盐之路

根据欧洲史学家的普遍观点，尼斯城的前身“尼卡伊亚”由古希腊的后裔——古马赛人于公元前3世纪所建并控制，该城是西欧地中海沿岸商路上的重要一站。彼时，同在地中海沿岸的伊特鲁里亚人和迦太基人也在大力扩张其领土，古马赛人为了更好地控制这一区域，在此地建了军事城堡，该城堡具体位置不详，一般认为在现代尼斯城北部的一处山峰之上。公元前2世纪时，尼斯东部区域出现了利古里亚人的两支部落——代塞阿特（Déceates）和奥克西比安（Oxybiens），古罗马军事家昆图斯·奥皮米乌斯率领军队于公元前154年征服了这两支部落，成为了利古里亚的主人。
公元前1世纪时，古罗马已成为地中海北岸的一个大帝国，其领土开始向高卢腹地扩张，罗马人在尼卡伊亚北侧新建了塞梅内卢姆，城址位于现代尼斯市区的锡米耶兹街区。据记载，塞梅内卢姆在公元1世纪时是尤利娅·奥古斯塔大道上的重要驿站，出现了温泉、讲堂、斗兽场、歌剧院等设施，并成为一个教区首府，城市面积超过20公顷，居民数量超过1万人。公元2世纪时，随着罗马人对高卢的征服，罗马帝国的疆土已扩大至大西洋沿岸，而塞梅内卢姆也因此逐渐失去其政治战略地位，出现衰落。公元4世纪时，塞梅内卢姆的居民区开始逐渐向靠近海岸线的尼卡伊亚扩张，公元5世纪时，蛮族入侵地中海，塞梅内卢姆教区被撤销，尼斯成为东哥特王国内的一座城市。

### 中世纪

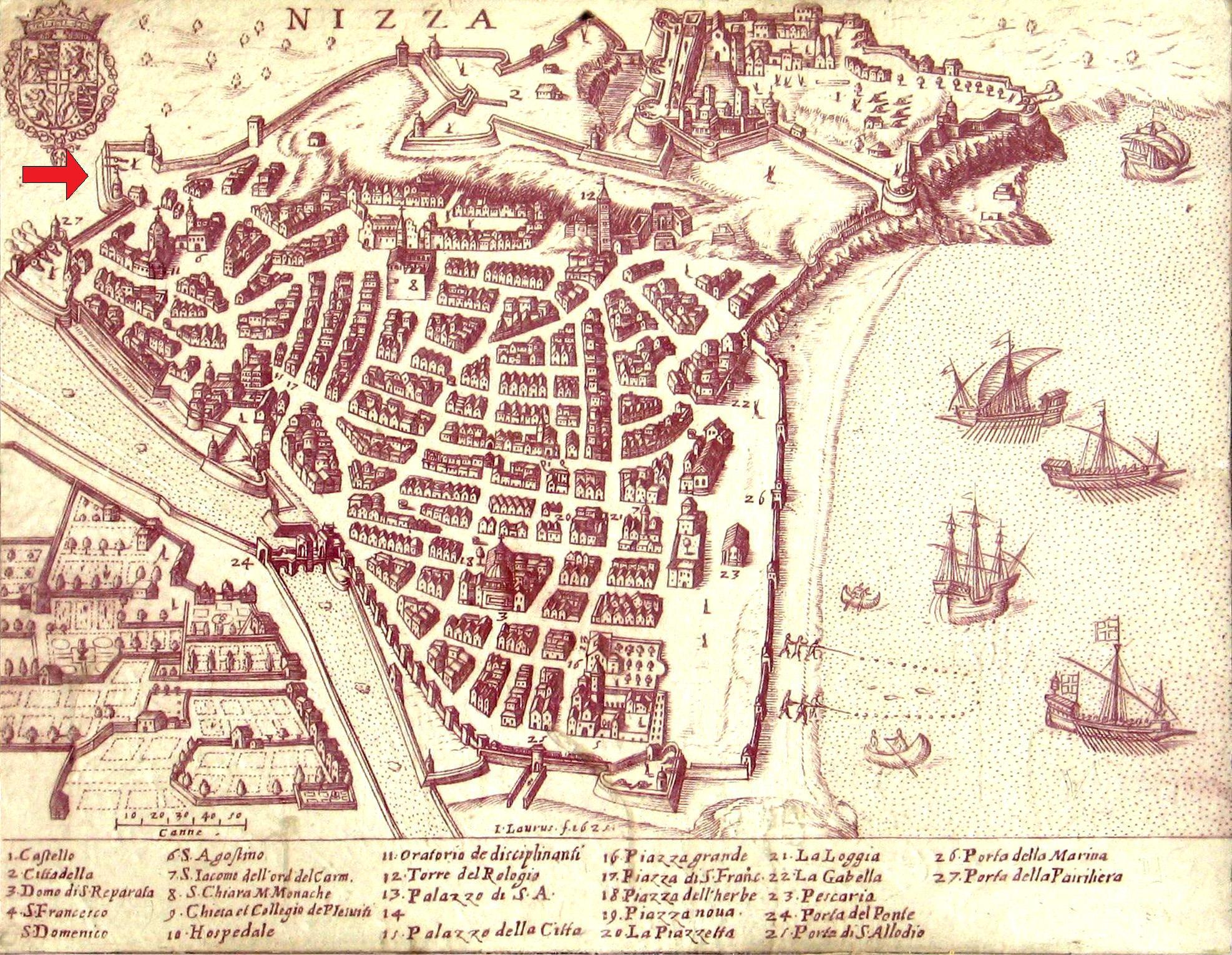
中世纪末的尼斯

中世纪初期，尼斯为拜占庭帝国的一座城市。公元641年，伦巴底军事家罗萨里攻占利古里亚，尼斯成为了伦巴底王国和利古里亚公国（duché de Ligurie）的一部分。772年，查理曼入主伦巴底，使其成为加洛林帝国的一部分。公元9世纪，伦巴底并入意大利王国。
公元11世纪意大利的额我略改革使得部分中央权力下派至各地：1044年，尼斯获得市镇宪章；1108年，尼斯成为一个共和国，获得了与热那亚同等的地位。普罗旺斯公爵曾多次攻占尼斯但都无终而返。13世纪时，尼斯因盐业贸易而获得快速发展，人口数量在几十年内翻了一倍，但14世纪黑死病使得人口数量再次下降。1388年9月28日，尼斯及利古里亚成为萨伏伊政权的统治范围，并被设为伯国。彼时，尼斯为萨伏伊家族统治范围内最大的港口，与普罗旺斯公国对立，被称为“普罗旺斯新土地”（Terres neuves de la Provence），当地商业贸易快速发展。

### 近代

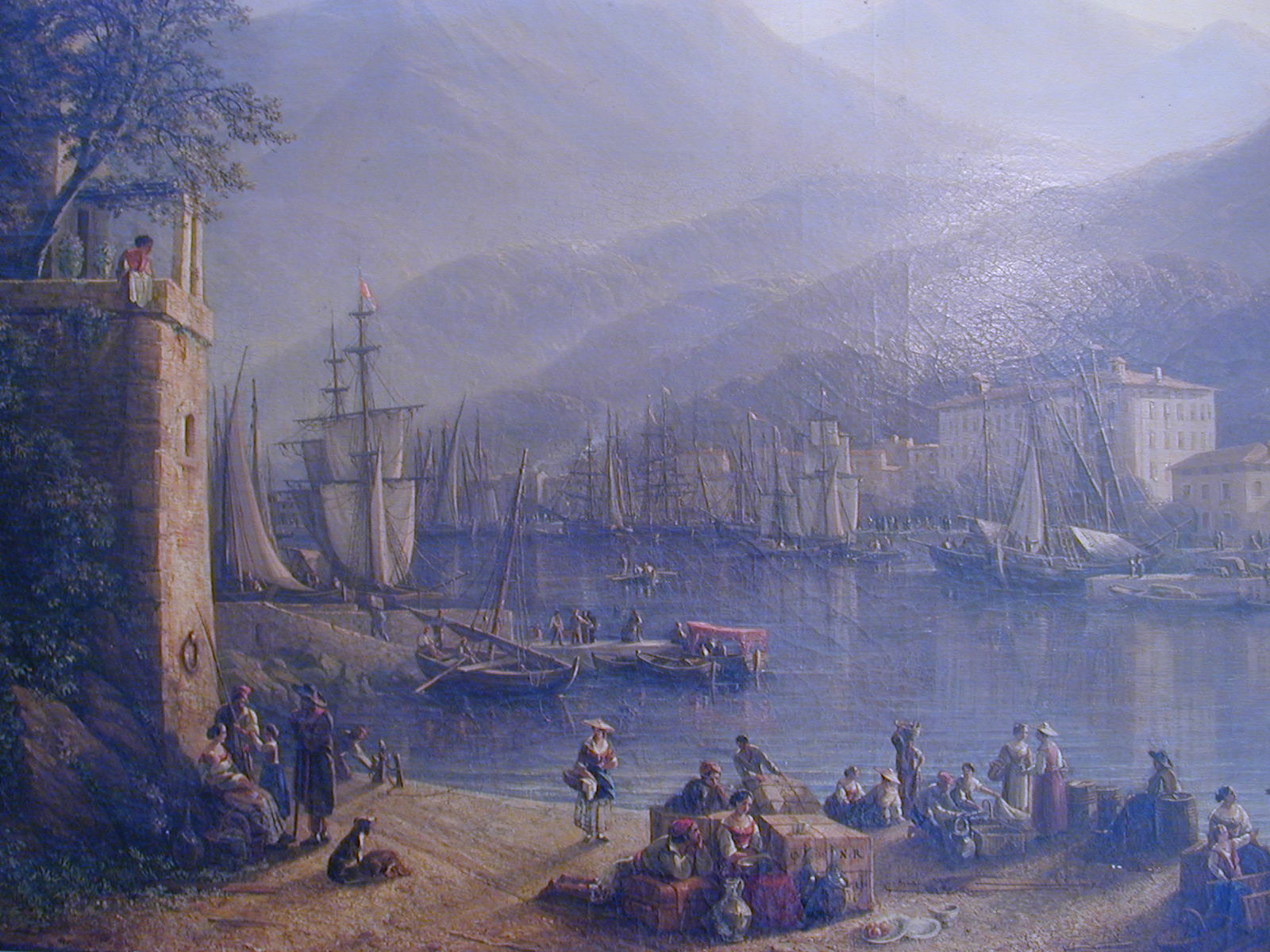
18世纪的尼斯港口

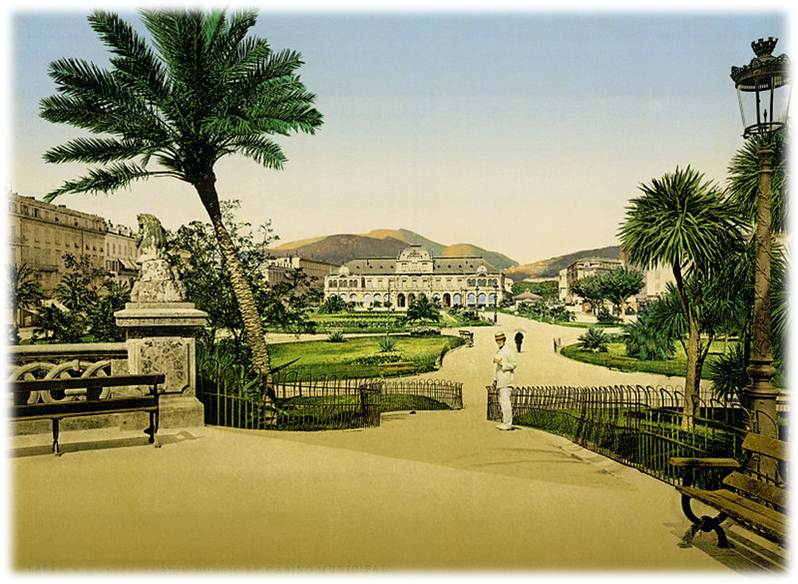
19世纪末的公共花园

16世纪初，受到意大利战争的影响，萨伏伊公国的政权受到冲击。1523年，萨伏伊公爵查理二世投诚神圣罗马帝国皇帝查理五世，并帮助其在次年的帕维亚之战中击退了法军。1538年，法兰西国王弗朗索瓦一世与神圣罗马帝国国王查理五世签署《尼斯和约》，法兰西获得布雷斯和比热，而米兰则归属于哈布斯堡王朝，尼斯及萨伏伊却没有明确的归属。1543年，萨伏伊公国联合神圣罗马帝国及热那亚共和国军队对尼斯展开了围城战，赶走了驻扎于此的法军及阿尔及利亚盟军。17世纪初，萨伏伊公爵修建了尼斯－都灵皇家公路，扩大了尼斯港口的贸易腹地，尼斯城市人口数量迅速上升，17世纪末九年战争期间，卡提纳被法王路易十四派任为驻意大利的法军司令，于斯塔法尔达战役中击溃奥地利和萨伏依公爵的联军，最终征服了包括尼斯在内的整个萨伏伊。18世纪初的西班牙王位继承战争期间，法兰西军队再次与哈布斯堡军队发生战争，1705年的尼斯围城战使得法兰西加强了对这一地区的统治。
1793年1月31日，原尼斯伯国改建为滨海阿尔卑斯省，其西侧边境为瓦尔河，省会设于尼斯。1815年，拿破仑战败，尼斯及滨海阿尔卑斯省根据《巴黎条约》划至撒丁王国，尼斯伯国得以重新成立。第二次意大利独立战争期间，拿破仑三世与萨丁王国首相卡米洛·奔索举行普隆比耶尔会晤，拿破仑三世表示支持萨丁对意大利的统一，但需要以萨瓦和尼斯的土地交换作为条件。1860年，根据《都灵条约》，尼斯伯国被撤销并重新划至法国，与瓦尔河西岸的格拉斯区组建成为新的滨海阿尔卑斯省。
19世纪末，随着铁路的修建及旅游业的兴起，尼斯吸引了大量来自北欧寒冷地区的游客，成为地中海沿岸重要的旅游度假城市。当地在城市改造过程中借鉴了巴黎城市规划的经验，出现了大批奥斯曼风格的街道、广场及建筑。

### 现代

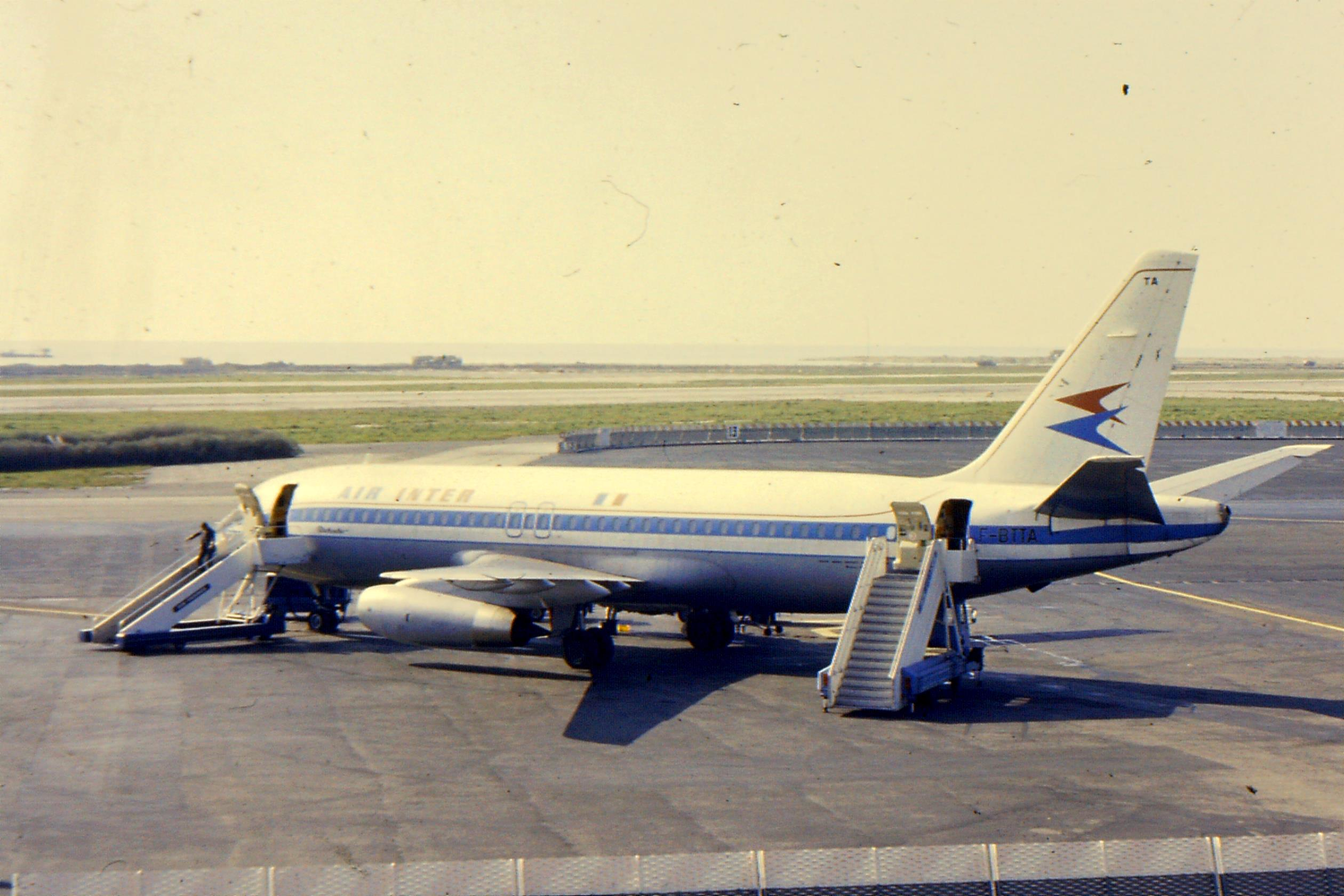
20世纪70年代一架停靠于尼斯机场的旅游包机

20世纪初，由于人口数量的急剧上升，尼斯市区出现了街道拥挤、居住环境恶化等社会问题，时任尼斯市长的奥诺雷·索旺先生制定了多个城市规划方案，使得尼斯建成区不断向外扩张，至20世纪30年代，尼斯人口数量已超过30万，成为法国地中海沿岸第二大城市，仅次于马赛。
第二次世界大战期间，法國戰敗後根據義法停戰協定，法意邊境地區包括尼斯在內被割让予義大利王國统治，1944年8月28日，法兰西内政军在尼斯战役中获得胜利，后在9月12日的龍騎兵行動中完全解放。
二战后的尼斯成为法国人口数量第五多的市镇，旅游业是当地的重要经济支柱。阿尔及利亚战争期间，大批黑脚及北非人士移民至法国本土，其中包括尼斯在内的法国地中海沿岸地区因地理环境与阿尔及利亚相似而吸引了大批移民。20世纪70年代，时任尼斯市长的雅克·梅德桑先生在尼斯的多项城市建设中挪用公款，在80年代末被发现，后逃往乌拉圭，成为当时法国的一件重要政治事件。2001年，欧盟主要成员国领导在尼斯签订了修改欧盟内部人员设置的《尼斯条约》。2016年7月14日，伊斯兰国在尼斯制造恐怖袭击，導致至少86人丧生。2020年10月再度发生恐怖袭击，至少3人死亡。

## 地理

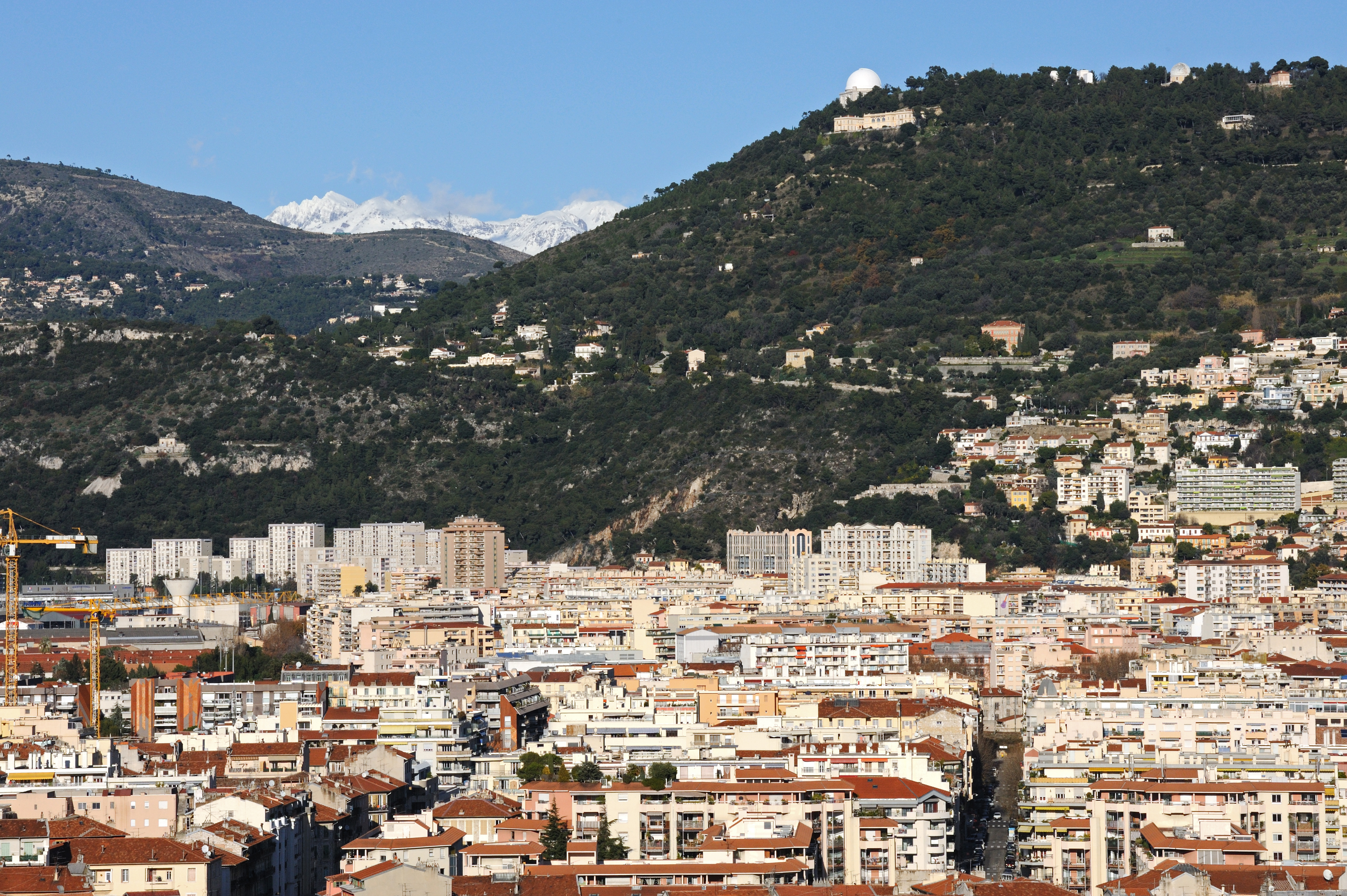
由尼斯市区眺望后方的雪山

尼斯位于法国东南部，普罗旺斯-阿尔卑斯-蔚蓝海岸大区东南部和滨海阿尔卑斯省南部，距离大区首府马赛大约199公里，距离法国首都巴黎932公里。与尼斯接壤的市镇包括：阿斯普勒蒙、康塔龙、科洛马尔、埃兹、法利孔、加蒂耶尔、拉戈德、圣安德烈德拉罗什、圣让内、圣洛朗迪瓦尔、图雷特勒旺斯、拉特里尼泰、滨海自由城。

### 地形
尼斯位于阿尔卑斯山南麓，地势自地中海海滨向内陆逐渐抬升，老城区地势相对平坦，而铁路线北侧则有较为明显的起伏，全境海拔在0到520米之间。

### 地质
尼斯市区地表基岩普遍为普丹格岩石，帕永河及瓦尔河两岸地表被大量河流沉积物覆盖，尼斯老城东侧的高地及市区北部的山地则普遍为石灰岩。

### 水文
帕永河自北向南流经尼斯老城区，该河独立入海，在20世纪初的城市改造中部分河段成为地下水道。瓦尔河则流经市区西部，隔河与圣洛朗迪瓦尔相望。

### 气候
尼斯在柯本气候分类法中属于较为典型的地中海气候，夏季干燥炎热、冬季温暖潮湿、最低月均温超过0度，当地最高气温记录为37.7摄氏度，出现于2006年8月1日；最低气温记录为-7.2摄氏度，出现于1985年1月9日。
尼斯境内设有气象站，以下为该气象站的数据：
| 尼斯1981年－2019年  | 尼斯1981年－2019年 | 尼斯1981年－2019年 | 尼斯1981年－2019年 | 尼斯1981年－2019年 | 尼斯1981年－2019年 | 尼斯1981年－2019年 | 尼斯1981年－2019年 | 尼斯1981年－2019年 | 尼斯1981年－2019年 | 尼斯1981年－2019年 | 尼斯1981年－2019年 | 尼斯1981年－2019年 | 尼斯1981年－2019年 |
| 月份                | 1月                | 2月                | 3月                | 4月                | 5月                | 6月                | 7月                | 8月                | 9月                | 10月               | 11月               | 12月               | 全年               |
| ------------------- | ------------------ | ------------------ | ------------------ | ------------------ | ------------------ | ------------------ | ------------------ | ------------------ | ------------------ | ------------------ | ------------------ | ------------------ | ------------------ |
| 历史最高温 °C（°F） | 22.5 (72.5)        | 25.8 (78.4)        | 26.1 (79.0)        | 27 (81)            | 30.3 (86.5)        | 36.8 (98.2)        | 37 (99)            | 37.7 (99.9)        | 33.9 (93.0)        | 30 (86)            | 25.4 (77.7)        | 22 (72)            | 37.7 (99.9)        |
| 平均高温 °C（°F）   | 13.1 (55.6)        | 13.4 (56.1)        | 15.2 (59.4)        | 17 (63)            | 20.7 (69.3)        | 24.3 (75.7)        | 27.3 (81.1)        | 27.7 (81.9)        | 24.6 (76.3)        | 21 (70)            | 16.6 (61.9)        | 13.8 (56.8)        | 19.6 (67.3)        |
| 日均气温 °C（°F）   | 9.2 (48.6)         | 9.6 (49.3)         | 11.6 (52.9)        | 13.6 (56.5)        | 17.4 (63.3)        | 20.9 (69.6)        | 23.8 (74.8)        | 24.1 (75.4)        | 21 (70)            | 17.4 (63.3)        | 12.9 (55.2)        | 10 (50)            | 16 (61)            |
| 平均低温 °C（°F）   | 5.3 (41.5)         | 5.9 (42.6)         | 7.9 (46.2)         | 10.2 (50.4)        | 14.1 (57.4)        | 17.5 (63.5)        | 20.3 (68.5)        | 20.5 (68.9)        | 17.3 (63.1)        | 13.7 (56.7)        | 9.2 (48.6)         | 6.3 (43.3)         | 12.4 (54.3)        |
| 历史最低温 °C（°F） | −7.2 (19.0)        | −5.8 (21.6)        | −5 (23)            | 2.9 (37.2)         | 3.7 (38.7)         | 8.1 (46.6)         | 11.7 (53.1)        | 11.4 (52.5)        | 7.6 (45.7)         | 4.2 (39.6)         | 0.1 (32.2)         | −2.7 (27.1)        | −7.2 (19.0)        |
| 平均降水量 mm（）   | 69 (2.7)           | 44.7 (1.76)        | 38.7 (1.52)        | 69.3 (2.73)        | 44.6 (1.76)        | 34.3 (1.35)        | 12.1 (0.48)        | 17.8 (0.70)        | 73.1 (2.88)        | 132.8 (5.23)       | 103.9 (4.09)       | 92.7 (3.65)        | 733 (28.9)         |
| 月均日照時數        | 157.7              | 171.2              | 217.5              | 224                | 267.1              | 306.1              | 347.5              | 315.8              | 242                | 187                | 149.3              | 139.3              | 2,724.5            |
| 来源：infoclimat.fr |                    |                    |                    |                    |                    |                    |                    |                    |                    |                    |                    |                    |                    |

## 行政区划
尼斯是法国普罗旺斯-阿尔卑斯-蔚蓝海岸大区滨海阿尔卑斯省的一个市镇，编号为06088，它也是滨海阿尔卑斯省的省会。尼斯下辖尼斯区，管理尼斯第一县、第二县、第三县、第四县、第五县、第六县、第七县、第八县和第九县，同时也是尼斯蔚蓝海岸都会区的办公驻地。
尼斯市镇被划为11个街区，并实行街区自治制度。
法国国家统计与经济研究所（简称）在进行数据统计时，将尼斯及相邻的另外50个市镇设为尼斯城市核心区，并将包括核心区在内的周边共129个市镇划为尼斯城市区。同时，还将尼斯市镇分为了146个“块区”（IRIS），以便于统计人口分布情况。
| 尼斯行政区划 | 尼斯行政区划        | 尼斯行政区划 | 尼斯行政区划 | 尼斯行政区划 | 尼斯行政区划 |
| --- | ------------------- | ------------ | ------------ | ------------ | ------------ |
| 圣庞克拉斯-勒马尼昂 克雷马 圣安托万 科卡德- · 加利福尼亚 圣玛格丽特 圣伊西多尔 兰戈西蒂耶尔 圣罗曼德贝莱 圣奥古斯丁 · -尼斯西 圣皮埃尔德菲里克 旺塔布朗 圣菲利普 佩西卡尔 马德莱娜 法布龙 博梅特 ② ③ ① 勒赖-尼斯北 圣莫里斯 圣西尔维斯特 盖罗 圣罗克 里基耶 港口 维奈格里耶 ④ ⑤ ⑥ ⑦ ⑧ ⑨ ⑩ 里米耶 锡米耶 巴 · 斯 · 德 罗 · 克 · 比 · 利 · 耶 · 尔 蒙博龙 阿丽亚娜 阿雷纳 ① = 尼斯老城 ② = 医师 ③ = 卡拉巴塞勒 ④ = 曼泰加·里吉 ⑤ = 自由-博里廖内 ⑥ = 勒皮奥勒 ⑦ = 韦尔尼耶 ⑧ = 甘必大 ⑨ = 蒂耶尔-音乐家 ⑩ = 法兰西街-卡雷多尔 |                     |              |              |              |              |
| 地理分区 | 街区名称*           | 街区原名     | 人口数量*    |              |              |
| 城中心 | 尼斯老城            |              | 5,470        |              |              |
| 城中心 | 卡拉巴塞勒          |              | 10,150       |              |              |
| 城中心 | 医师                |              | 6,860        |              |              |
| 东部滨海 | 圣罗克              |              | 25,040       |              |              |
| 东部滨海 | 里基耶              |              | 13,100       |              |              |
| 东部滨海 | 港口                |              | 14,880       |              |              |
| 东部滨海 | 维奈格里耶          |              | 2,240        |              |              |
| 东部滨海 | 蒙博龙              |              | 7,430        |              |              |
| 帕永河岸 | 阿丽亚娜            |              | 9,870        |              |              |
| 帕永河岸 | 罗克比利耶尔        |              | 5,310        |              |              |
| 帕永河岸 | 巴斯德              |              | 11,030       |              |              |
| 三岭 | 盖罗                |              | 4,760        |              |              |
| 三岭 | 里米耶              |              | 11,990       |              |              |
| 三岭 | 锡米耶              |              | 14,280       |              |              |
| 中北部尼斯 | 勒赖-尼斯北         |              | 8,890        |              |              |
| 中北部尼斯 | 圣莫里斯            |              | 13,510       |              |              |
| 中北部尼斯 | 圣西尔维斯特        |              | 19,120       |              |              |
| 尼斯之丘 | 圣庞克拉斯-勒马尼昂 |              | 1,650        |              |              |
| 尼斯之丘 | 佩西加尔            |              | 2,190        |              |              |
| 尼斯之丘 | 曼泰加·里吉         |              | 8,660        |              |              |
| 尼斯之丘 | 自由-博里廖内       |              | 12,320       |              |              |
| 尼斯之丘 | 韦尔尼耶            |              | 9,530        |              |              |
| 尼斯之丘 | 勒皮奥勒            |              | 7,190        |              |              |
| 尼斯之丘 | 蒂耶尔-音乐家       |              | 7,700        |              |              |
| 尼斯之丘 | 法兰西街-卡雷多尔   |              | 9,400        |              |              |
| 尼斯之丘 | 甘必大              |              | 4,880        |              |              |
| 西部滨海 | 圣安托万            |              | 4,930        |              |              |
| 西部滨海 | 旺塔布兰            |              | 3,810        |              |              |
| 西部滨海 | 马德莱娜            |              | 12,430       |              |              |
| 西部滨海 | 圣皮埃尔德费里克    |              | 5,330        |              |              |
| 西部滨海 | 法布龙              |              | 10,990       |              |              |
| 西部滨海 | 科卡德-加利福尼亚   |              | 16,320       |              |              |
| 西部滨海 | 博梅特              |              | 5,920        |              |              |
| 西部滨海 | 圣菲利普            |              | 4,290        |              |              |
| 山岭与平原 | 兰戈斯蒂耶尔        |              | 1,180        |              |              |
| 山岭与平原 | 圣罗曼德贝莱        |              | 1,260        |              |              |
| 山岭与平原 | 克雷马              |              | 840          |              |              |
| 山岭与平原 | 圣伊西多尔          |              | 2,190        |              |              |
| 山岭与平原 | 圣玛格丽特          |              | 5,390        |              |              |
| 山岭与平原 | 圣奥古斯丁-尼斯西   |              | 16,320       |              |              |
| 机场 | 阿雷纳              |              | 5,914        |              |              |
| *中文名称非官方正式翻译，仅供参考；人口数量来源：kelquartier.com |                     |              |              |              |              |

## 交通

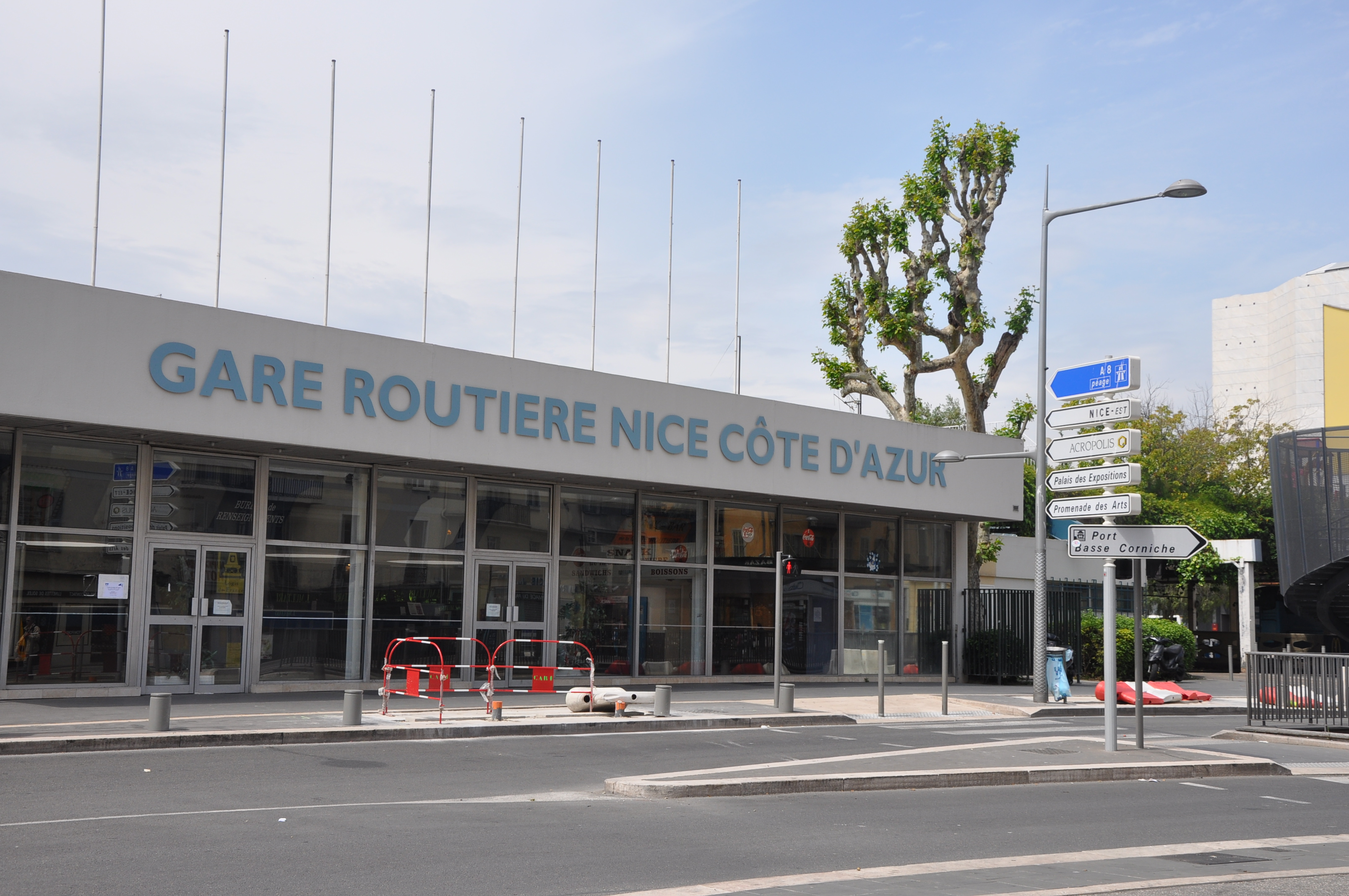
尼斯长途汽车站

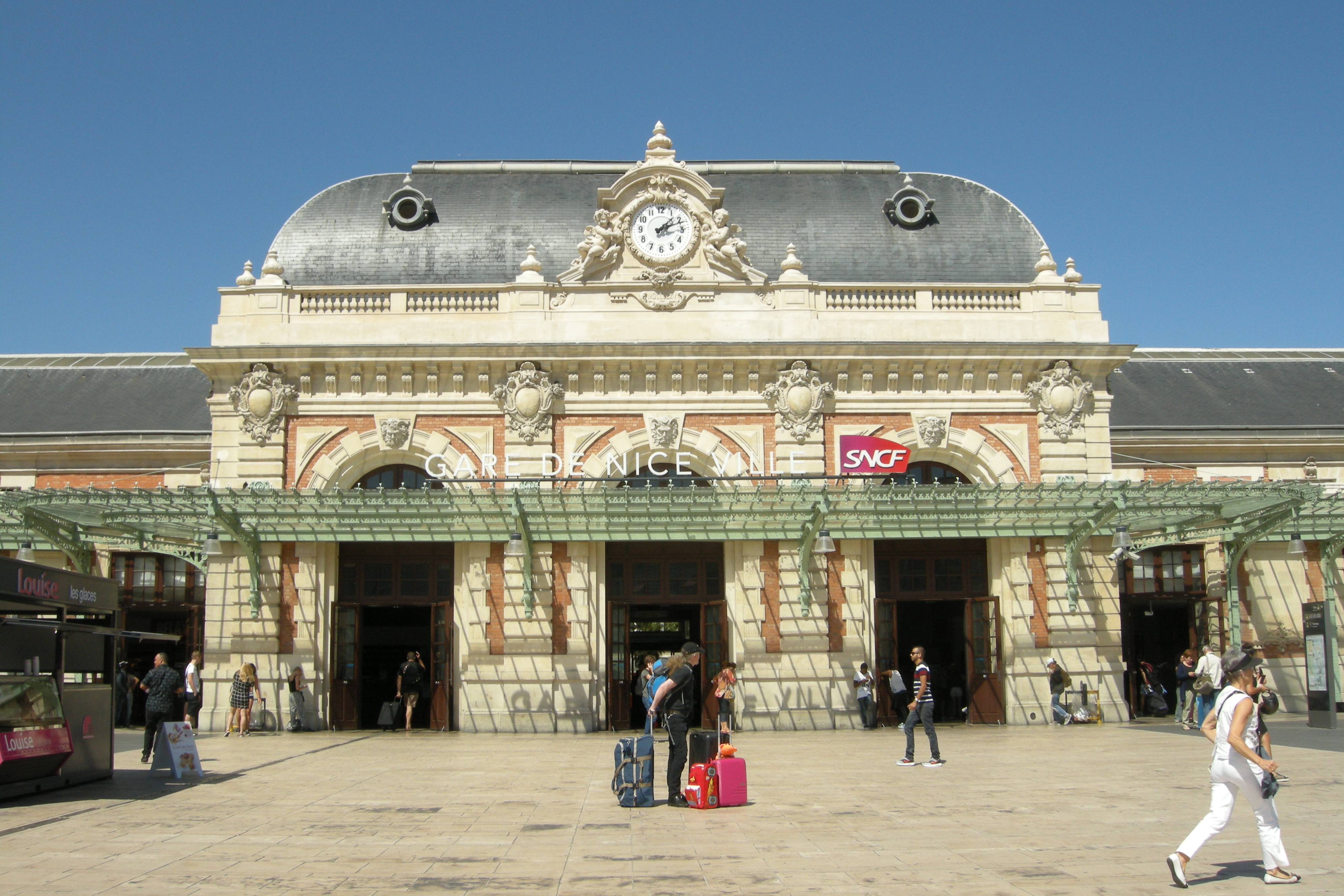
尼斯城站

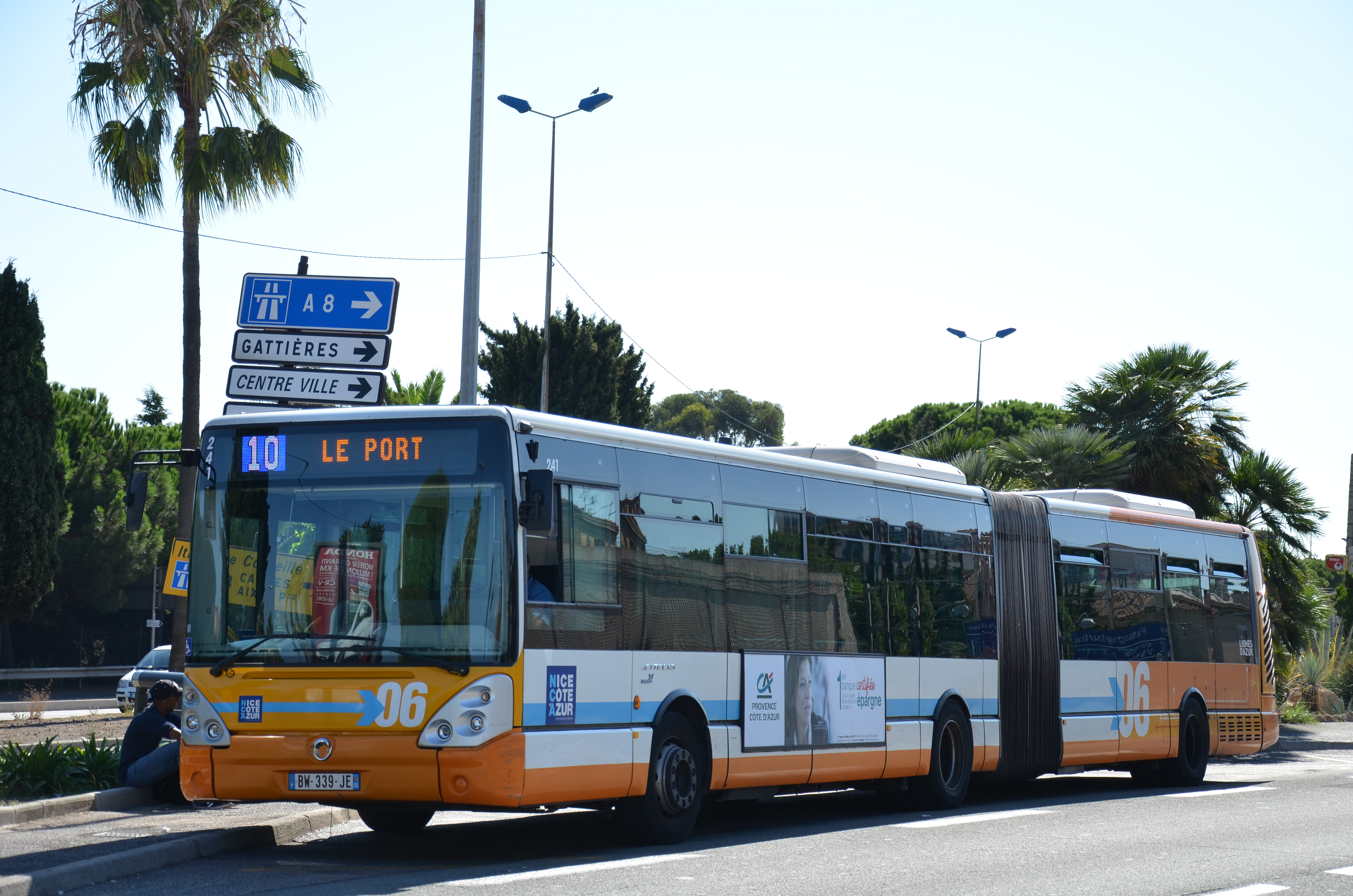
尼斯公交10路

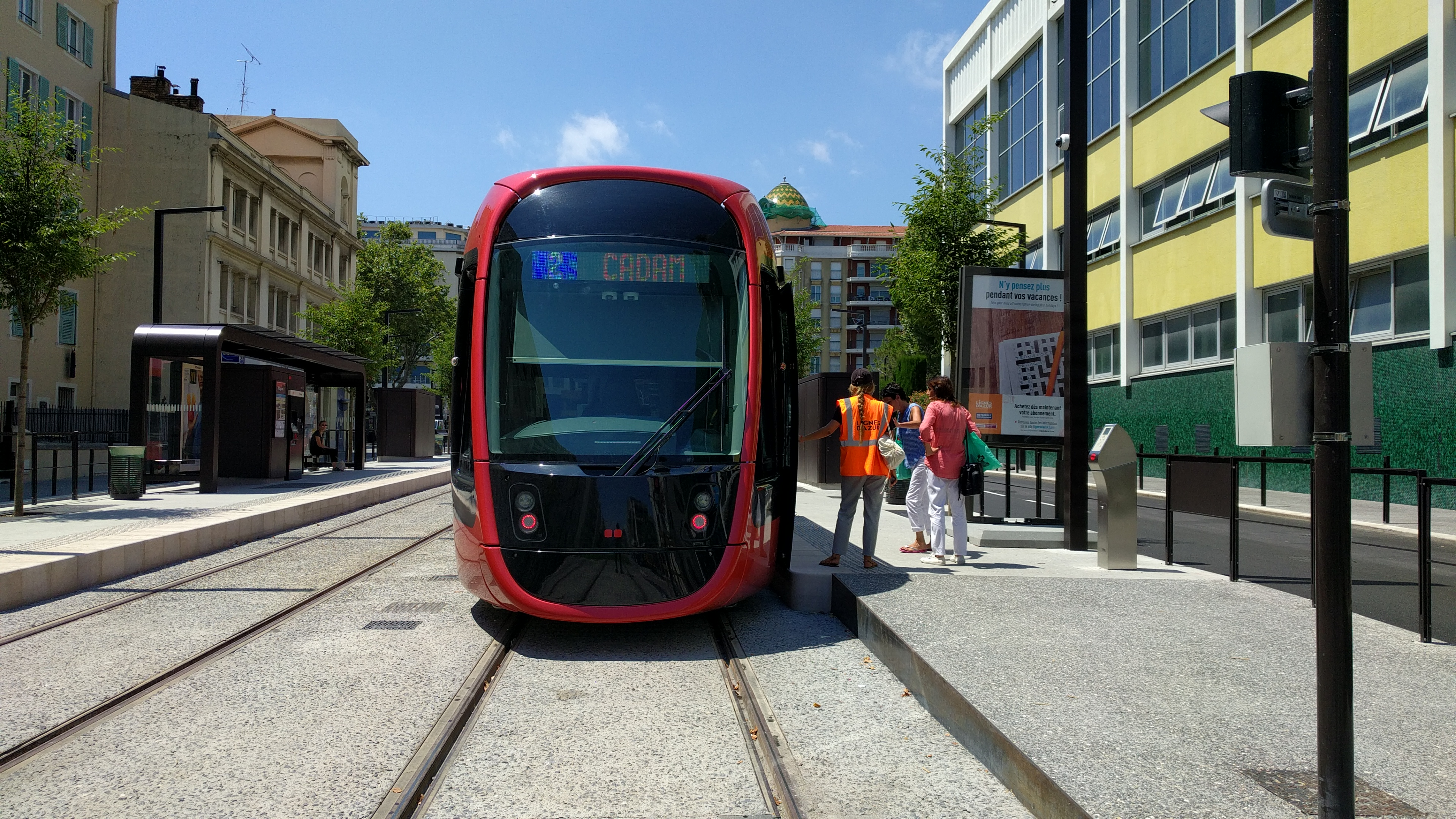
尼斯有轨电车2号线

### 公路
法国A8高速公路从尼斯市区西部和北部过境，通过五个出入口与市区连接，此外多条滨海阿尔卑斯省省道在尼斯境内交汇，有校车线路可前往周边部分市镇。
普罗旺斯-阿尔卑斯-蔚蓝海岸大区公共交通提供由尼斯前往马赛、加普、格勒诺布尔等地的巴士线路；滨海阿尔卑斯省城际客运则提供前往省内西部地区主要市镇（如格拉斯）的城际客运班车，其中100线沿海岸线向东前往摩纳哥境内；一些国际性的汽车公司也提供途径尼斯的长途巴士线路，可前往巴黎、里昂、米兰、洛桑、波尔多等地，并可通过联程中转前往西欧各主要城市。
2015年，47.4%的尼斯家庭拥有至少一辆的私人汽车。2016年，尼斯境内共发生各类交通事故491起，造成10人遇难、639人受伤。

### 铁路
尼斯位于马赛－文蒂米利亚铁路线上，该铁路在尼斯市镇范围内设有多个车站，其中尼斯城站是当地的主要客运车站，该站每天开行直达巴黎、里昂、卢森堡和第戎方向的法国高速列车以及前往马赛、格拉斯、布雷伊和芒通方向的区域列车，自2013年12月起，尼斯城站还停靠一班往返于马赛和米兰的Thello列车。2018年，尼斯城站累计发送旅客数量达841.5万人次，是法国铁路系统当中的a类车站。除此之外，马赛－文蒂米利亚铁路线上还有尼斯里吉耶站和尼斯圣奥古斯汀站两个铁路通勤乘降所。
尼斯也是尼斯－迪涅铁路的起点站，该铁路是普罗旺斯-阿尔卑斯-蔚蓝海岸大区内唯一运营中的米轨山区铁路，其起点站尼斯CP站位于尼斯城站北侧。

### 航空
尼斯蔚蓝海岸机场位于尼斯市区西南部，通过填海造陆而建，2019年，该机场累计发送旅客数量达1449万人次，是除巴黎以外法国最繁忙的机场。该机场常年开行前往欧洲及北非主要城市的航班，自2019年起还新增开了前往北京的航线。

### 海运
尼斯是地中海北岸的重要海滨城市。朗皮亚港位于尼斯市区东部，建于18世纪，平均水深8.5米，可容纳20万吨级别的船舶，是当地主要的港口，开行前往地中海内各主要港口的客货游轮。

### 城市公共交通
尼斯城市公共交通（商业名称为）为这一地区的城市公共交通系统，截至2020年5月，该系统共包含3条有轨电车线路、5条大容量公交线路及数十条普通公交线路，路网覆盖了都会区内的所有市镇。
1900至1953年间，尼斯市区曾运行老式有轨电车，后因私家车的兴起及设施老化而停运。现代尼斯有轨电车建成于2007年，截至2020年5月共有3条运营中的线路，已大致形成“H”字型的路网，其中横穿尼斯市中心的有轨电车2号线在老城段采用地下敷设的方式，有效减少了地面交通的压力。

## 政治
尼斯的现任市长为克里斯蒂安·埃斯特罗西先生，为共和党的一名成员，他在2014年的市政选举中获得了44.98%的支持率，在2020年的市政选举中则获得了59.3%的支持率。
在2017年的法国总统大选中，法国第25任总统埃马纽埃尔·马克龙在尼斯获得了60.15%的支持率。
| 尼斯历届市长   |                       |                                                                            |
| 任期           | 市长                  | 党派                                                                       |
| 1945年－1947年 | 雅克·科塔             | SFIO工人国际法国支部                                                       |
| 1947年－1965年 | 让·梅德桑             | UDSR抵抗运动民主社会联盟                                                   |
| 1965年－1990年 | 雅克·梅德桑           | CNIP全国独立人士与农民中心 →RI独立激进党 →UDF法国民主联盟 →RPR保衛共和聯盟 |
| 1990年－1993年 | 奥诺雷·拜莱           | RPR保衛共和聯盟                                                            |
| 1993年－1995年 | 让-保罗·巴雷蒂        | RPR保衛共和聯盟                                                            |
| 1995年－2008年 | 雅克·佩拉             | DVD右翼无党派人士 →RPR保衛共和聯盟 →UMP人民运动联盟                        |
| 2008年－2016年 | 克里斯蒂安·埃斯特罗西 | UMP人民运动联盟 →LR共和黨                                                  |
| 2016年－2017年 | 菲利普·普拉达尔       | LR共和黨                                                                   |
| 2017年－       | 克里斯蒂安·埃斯特罗西 | LR共和黨                                                                   |

## 人口
2017年，尼斯市镇人口数量为340,017，在法国排名第5位。其中男性160,013人，女性182,624人，75岁及以上人口占10.7%，外籍人口数量为47,081人，人口密度为4,728人/平方公里，当地居民被称为（男性）或（女性）。2018年，尼斯境内出生4,486人，死亡人口3,698人。
| 年份   | 1936    | 1946    | 1954    | 1962    | 1968    | 1975    | 1982    | 1990    | 1999    | 2006    | 2011    | 2016    | 2017    |
| ------ | ------- | ------- | ------- | ------- | ------- | ------- | ------- | ------- | ------- | ------- | ------- | ------- | ------- |
| 人口數 | 241,916 | 211,165 | 244,360 | 292,958 | 322,442 | 344,481 | 337,085 | 342,439 | 342,738 | 347,060 | 344,064 | 342,637 | 340,017 |

## 经济

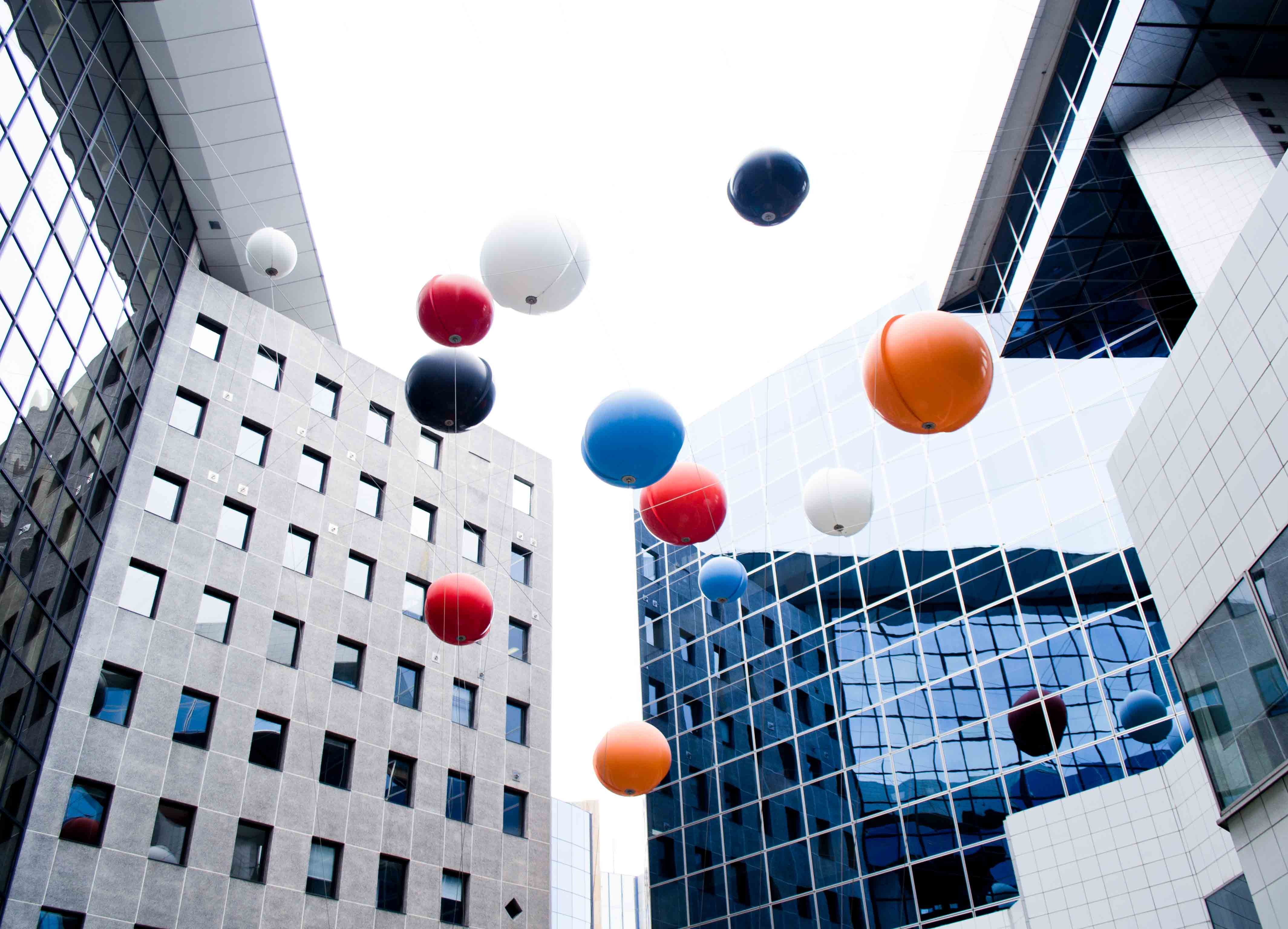
阿雷纳开发区内的办公建筑

尼斯是法国地中海沿岸的一个区域性中心城市，省级工商会驻地。旅游业是当地的主要经济支柱，同时也带动了餐饮、交通、住房等相关产业的发展，根据2005年的统计，尼斯境内的第三产业所占经济比重达87.4%，远超过法国全国平均水平（71%）。而在工业方面，尼斯境内有四处主要的开发区：阿雷纳（Arénas）、平原（La Plaine）、梅里迪亚（Méridia）和圣伊西多尔（Saint-Isidore），电梯制造商通力在尼斯设有工厂，为当地带来了数量可观的就业岗位。

## 财政收入
2018年，尼斯的财政收入总额为601,234,000欧元，财政支出总额为591,692,000欧元，当年的债务总额为474,972,000欧元。
2014年，尼斯的人均收入总额为2,578欧元，其中高职人员为4,191欧元，普通职员为1,873欧元。
2016年，尼斯境内的青壮年（15至64岁）失业率为16%，当地44.4%的家庭拥有纳税资格。

## 社会事务

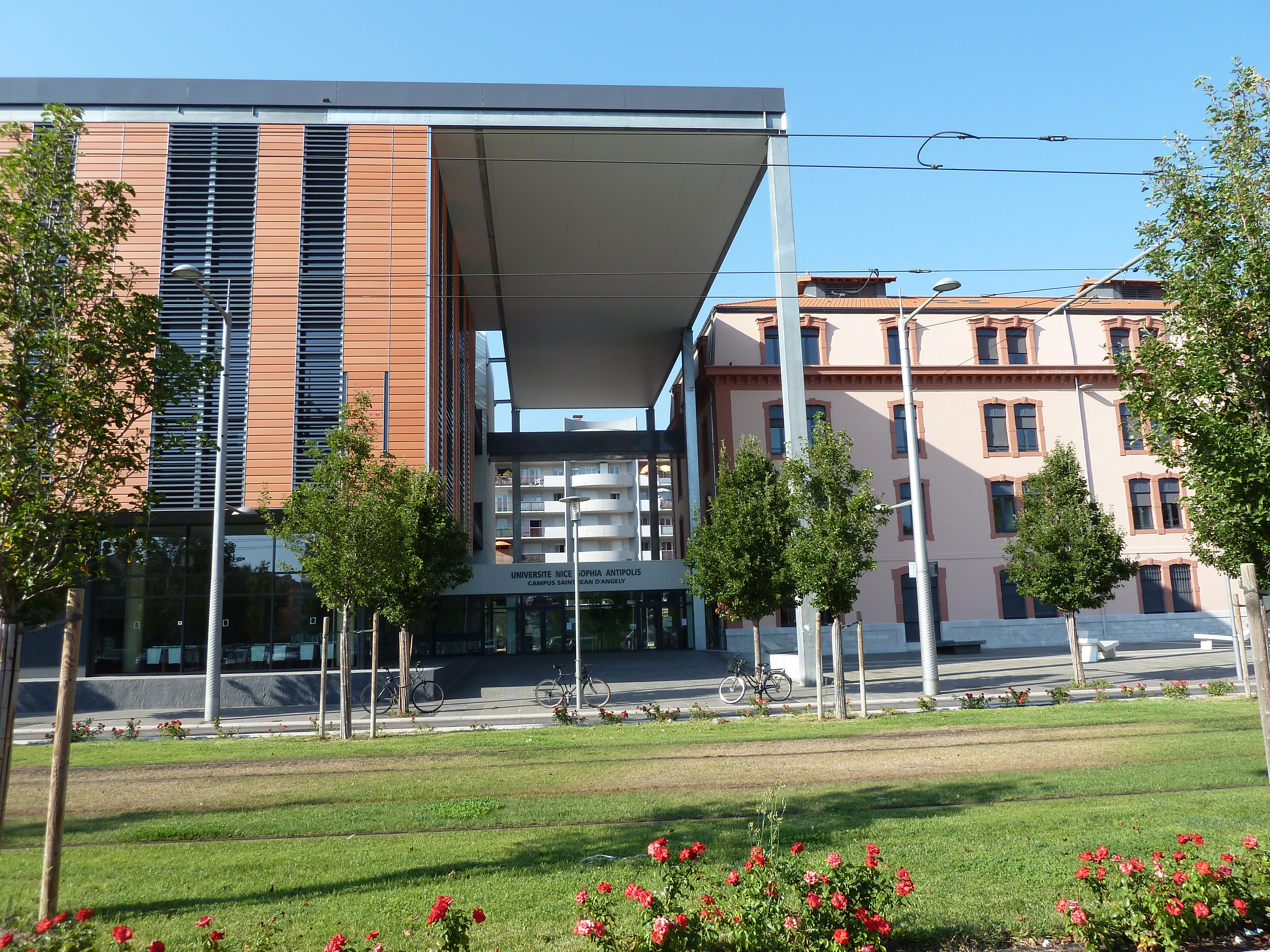
尼斯大学的一处教学楼

### 教育
尼斯是尼斯学区的总部所在地。截止2018年1月1日，尼斯境内共有66所幼儿园、113所小学、32所初级中学、26所普通高中和11所职业高中，其中部分高中开设大学校预科班。2018至2019学年度，尼斯境内共有中小学生共计30,230名，在当年的法国高中会考中，尼斯斯塔尼斯瓦夫高级中学（Lycée Privé Stanislas）的应届毕业生通过率为100%，其中87%的学生的总成绩超过12分（满分20分），是尼斯境内成绩最好的高级中学。
在高等教育方面，尼斯大学是法国的一所公立综合性大学，成立于1965年，其下属的阿尔松别墅是一个综合性的艺术类学校。此外，当地大部分高等学校及科研机构都位于尼斯市区以西20公里外的法国索菲亚科技园内，后者建于20世纪70年代初，是法国南部主要的高科技园区，被称为“法国硅谷”。

### 医疗

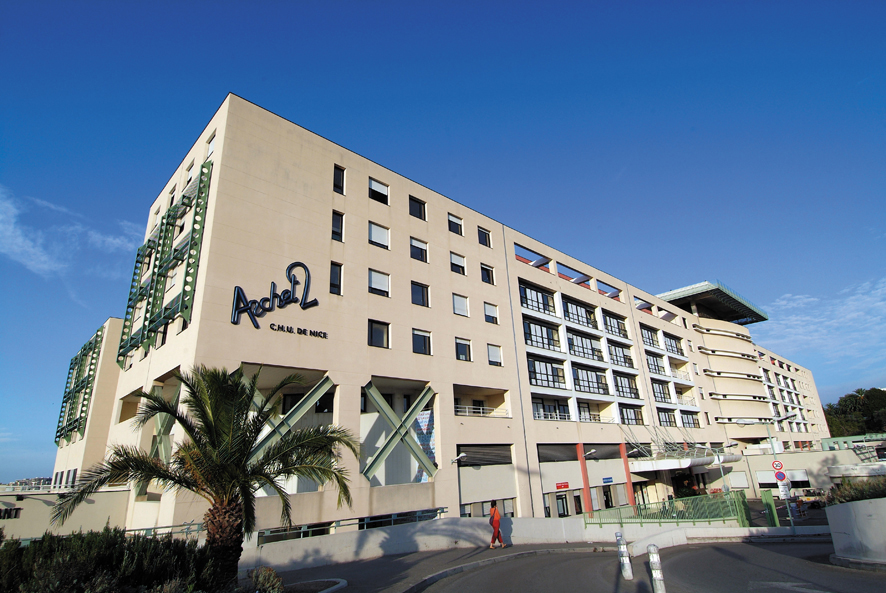
阿尔谢医院

截止2017年1月1日，尼斯境内共有全科医生493名、保健师616名、牙医422名、护士1,025名、耳科医生26名、眼科医生51名、皮肤科医生46名、助产士34名、儿科医生30名和妇科医生70名。境内共有药房196家，养老院43家，残疾人帮扶中心27家。
尼斯大学中心医院是法国的30所大学教学医院之一，是尼斯大学医学院的附属医院，创建于1973年，是当地规模最大的公立综合性医院，在尼斯市区内设有五个病区：
- 阿尔谢医院（Hôpital L’Archet）
- 巴斯德医院（Hôpital Pasteur）
- 锡米耶医院（Hôpital Cimiez）
- 圣罗克医院（Hôpital Saint-Roch）
- 尼斯儿童医院（ESPIC Hôpitaux pédiatriques de Nice CHU-Lenval）

### 住房

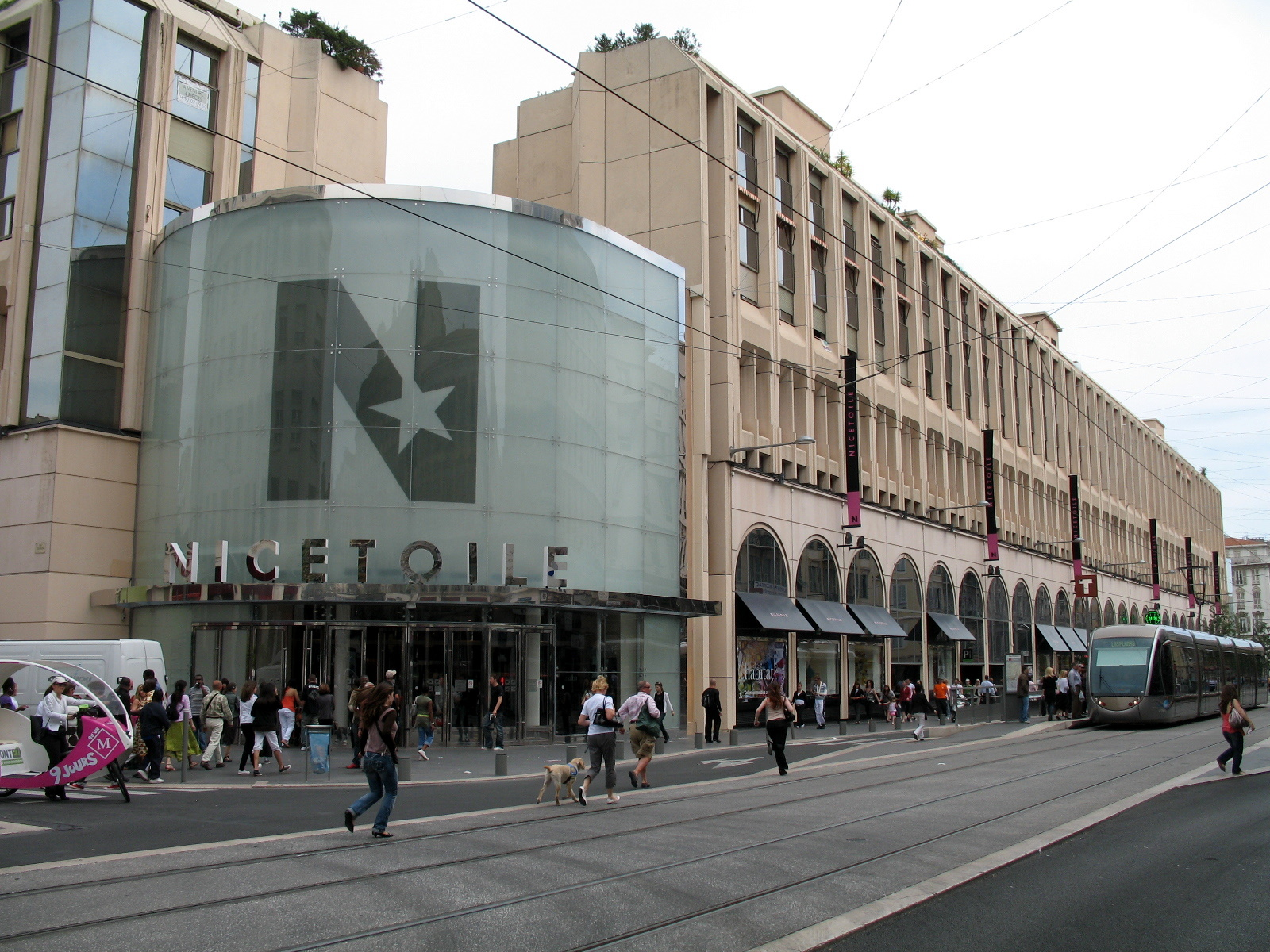
尼斯之星商业中心

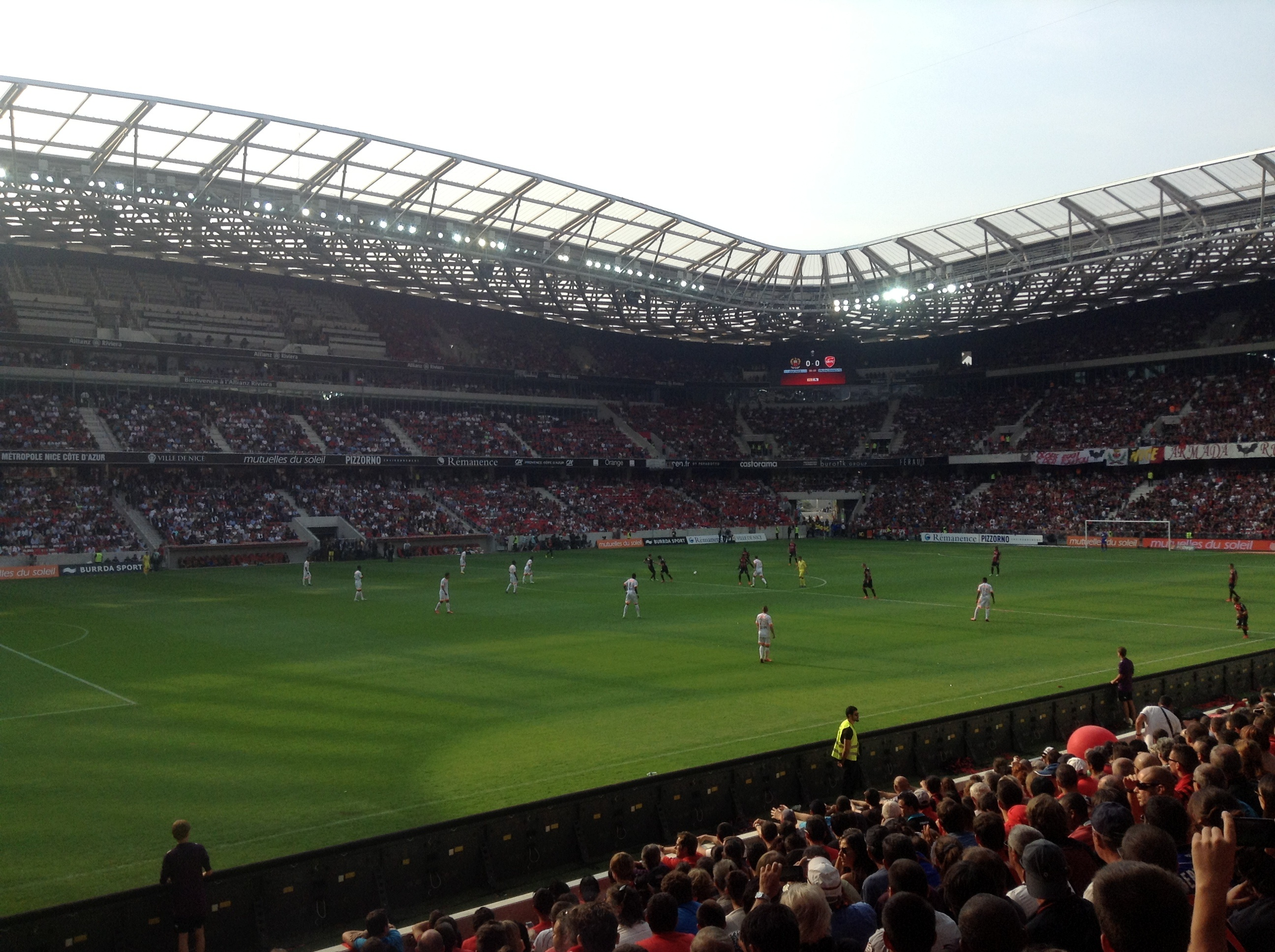
安联里维耶拉球场

2015年，尼斯境内共有各类住房227,692套，其中73.2%为常住房屋。集中式居民区主要分布在市区北部的阿里阿德涅街区。

### 商业
2017年，尼斯境内共有各类商铺39,748家，其中餐饮服务类15,771家。尼斯老城和市中心的尼斯之星商业中心是当地主要的商业购物区，除此之外，市区西部的圣伊西多尔和兰戈斯蒂耶尔两个街区均建有大型开放式商业街区。

### 体育
2017年，尼斯境内共有11家游泳池、20间健身房、6座综合体育场、88处网球场、3处马术场、22处足球或橄榄球场以及21处篮球或排球场。
尼斯因尼斯蔚藍海岸奧林匹克體操俱樂部而闻名，后者为当地的一支职业足球队，成立于1904年，自1932年起参加职业足球联赛，2020至2021赛季参加法国足球甲级联赛，该队历史上曾获得四次该项目的总冠军和三次亚军，同时还获得过三次法国杯的冠军。其主场安联里维耶拉球场位于市区西北部，2013年建成，可同时容纳3.5万名观众，是当地规模最大的体育设施，曾作为2016年歐洲足球錦標賽的分会场。
除足球外，尼斯也因橄榄球而闻名，尼斯体育会是当地的一支橄榄球俱乐部，成立于1912年，后因财政问题而于2001年和2012年两次破产重组，2019至2020赛季参加法国橄榄球丙级联赛。

### 环境
尼斯的环境事务由其所属的公共社区负责，尼斯都会区致力于当地的生态平衡及可持续发展，境内共设有13处Natura 2000观测点。而在日常居民生活方面，尼斯都会区内共有14处取水点、数十处存水站、54处大小不一的污水处理设施和13个生活垃圾处理中心，可满足尼斯正常城市运转需求。
2017年，尼斯境内共有8家污染企业，当年的二氧化氮浓度平均值为37µg/m³，臭氧浓度平均值为56.3µg/m³[11]，二氧化硫浓度平均值为1µg/m³，颗粒物平均值为26.7µg/m³、水体坤化物含量为2µg/L、氮化物含量为5.3 mg/L，均未超过污染界限。

### 治安
尼斯市区内共有3个派出所、2个国家宪兵队。滨海阿尔卑斯省省级消防中心位于尼斯市区西部约20公里外的卢贝新城境内。
2014年，尼斯及附近地区共发生各类案件33,475起，其中盗窃类案件21,142起，经济类案件2,678起，毒品交易类案件1,497起。

## 文化
2017年，尼斯境内共有3个剧场、8个电影院、13个博物馆及1个音乐厅。

### 城市规划
尼斯位于阿尔卑斯山南部，市区坐拥在山麓之上，面朝地中海，呈扇形分布。因其地形原因，近郊主要街道呈南北走向且普遍较为崎岖。尼斯老城位于地中海海滨，地形相对平坦，而现代城区则沿戈尔贝拉大街（boulevard de Gorbella）和帕永河两条轴线向北延伸。沿地中海岸所建的盎格鲁街全长7公里，建于1820年，现开辟有健身步道及休憩设施，是尼斯的地标性街道。马塞纳广场是两条轴线的南侧交汇点，同时连接了老城、新城和海滩三个部分，通常被认为是尼斯的城市几何中心。

### 建筑
尼斯境内的建筑大部分建于中世纪以后，主要集中于尼斯老城内，其中尼斯主教座堂、港口圣母堂、拉斯卡里斯宫等为当地的代表性建筑物。19世纪末，受巴黎城市规划的影响，尼斯市中心兴建了大批奥斯曼风格的建筑，代表建筑包括尼斯市政宫、尼斯歌剧院等。

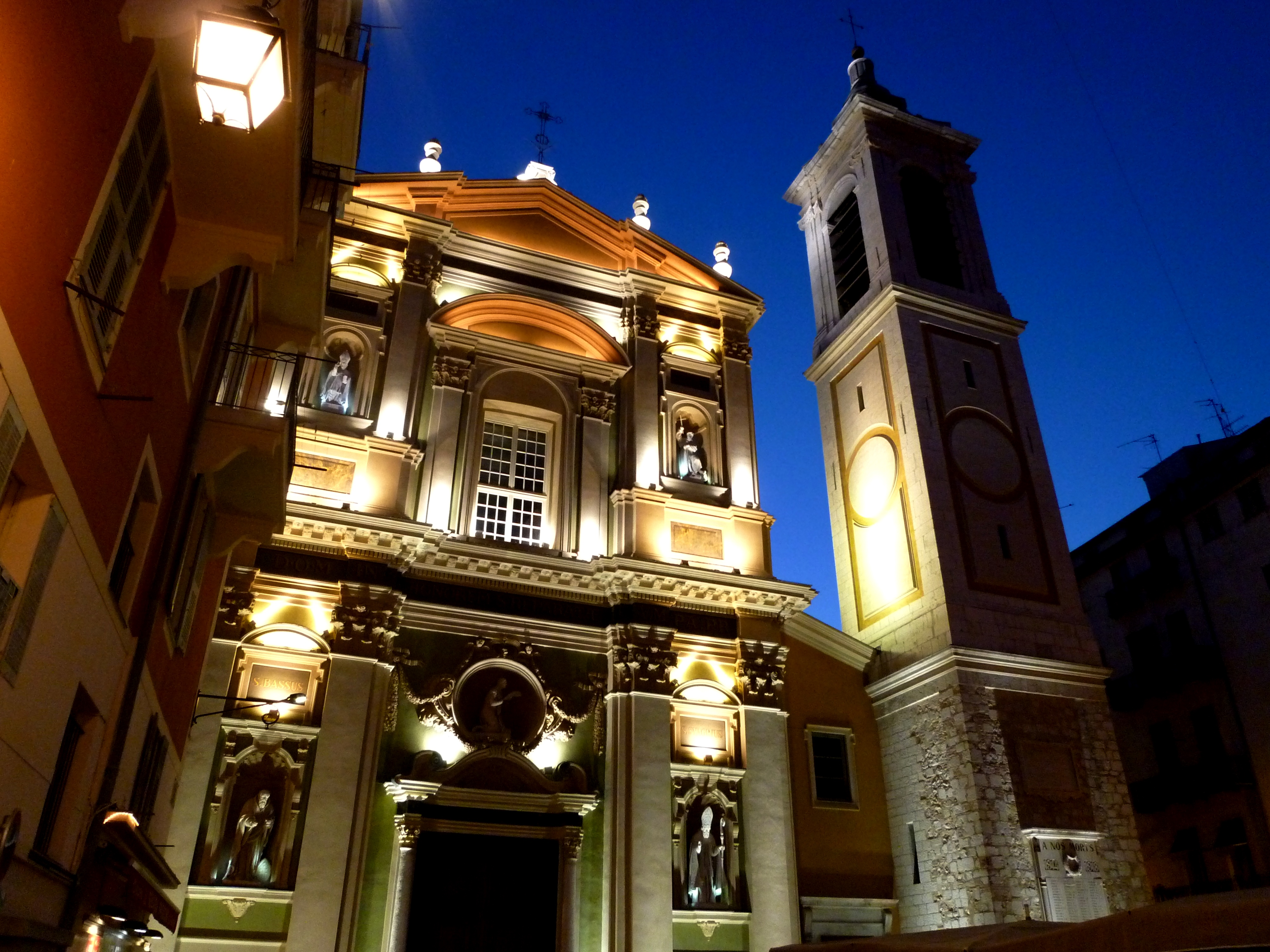
尼斯主教座堂
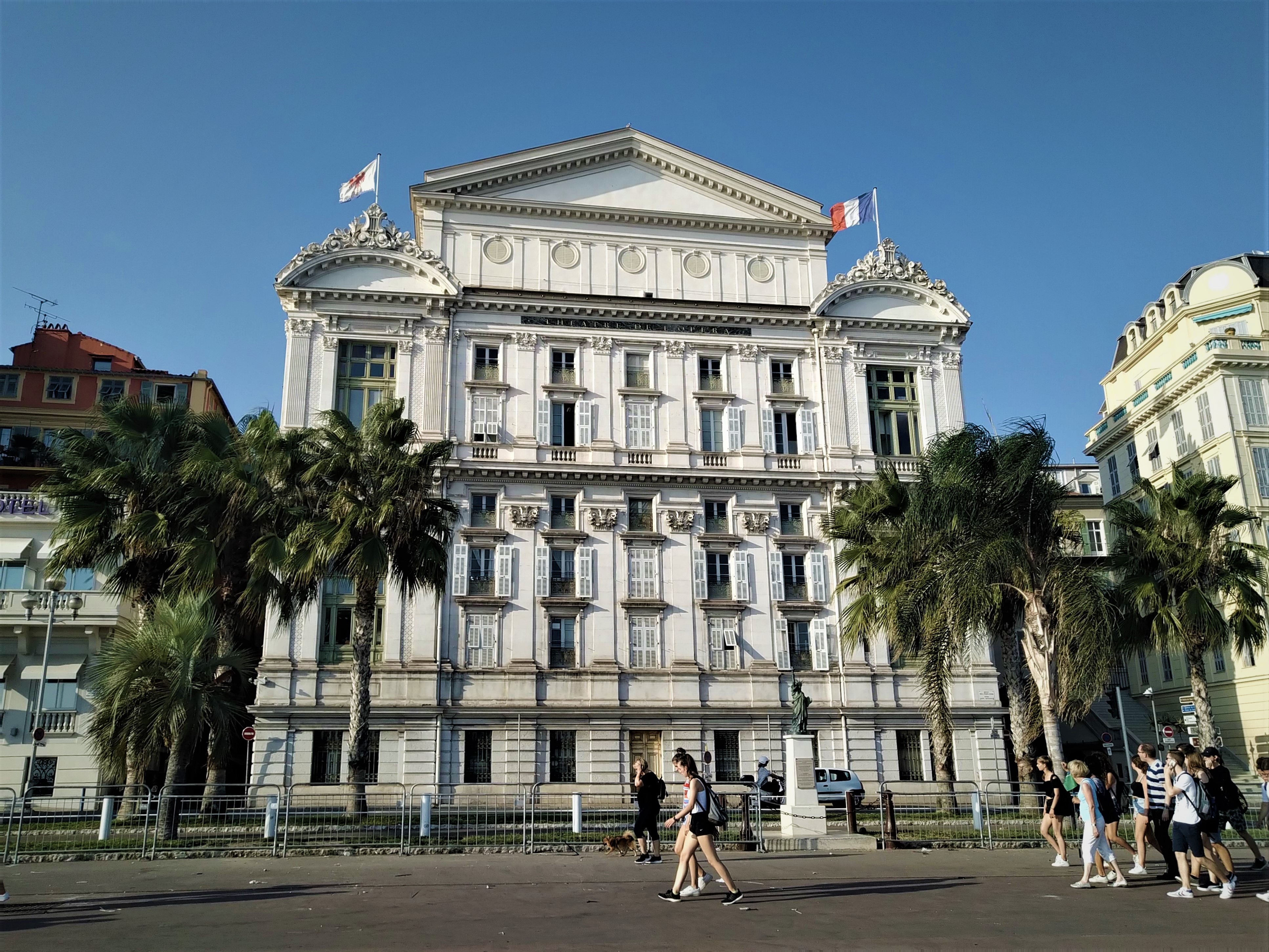
尼斯歌剧院
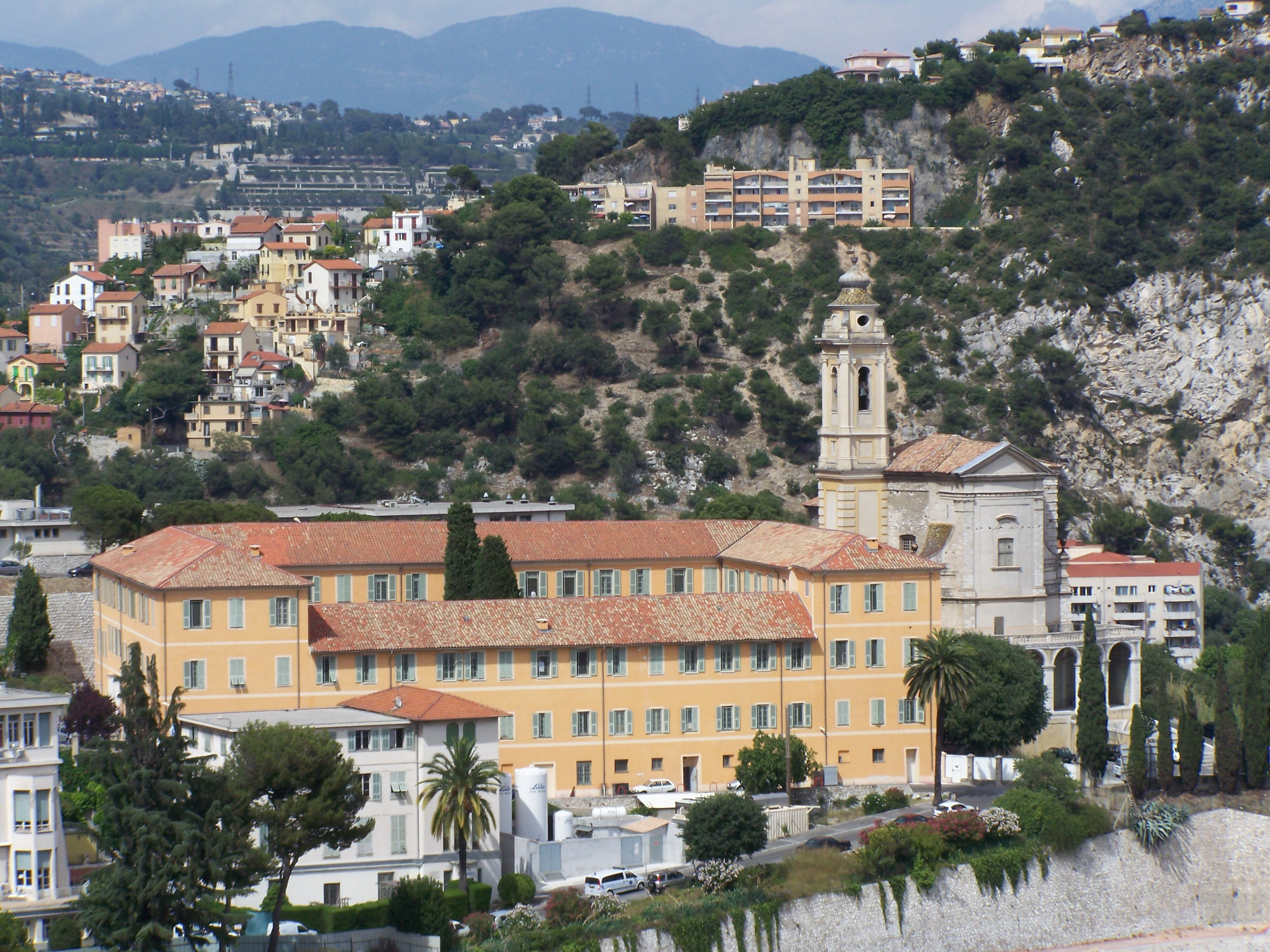
圣蓬修道院（法语：Abbaye Saint-Pons de Nice）
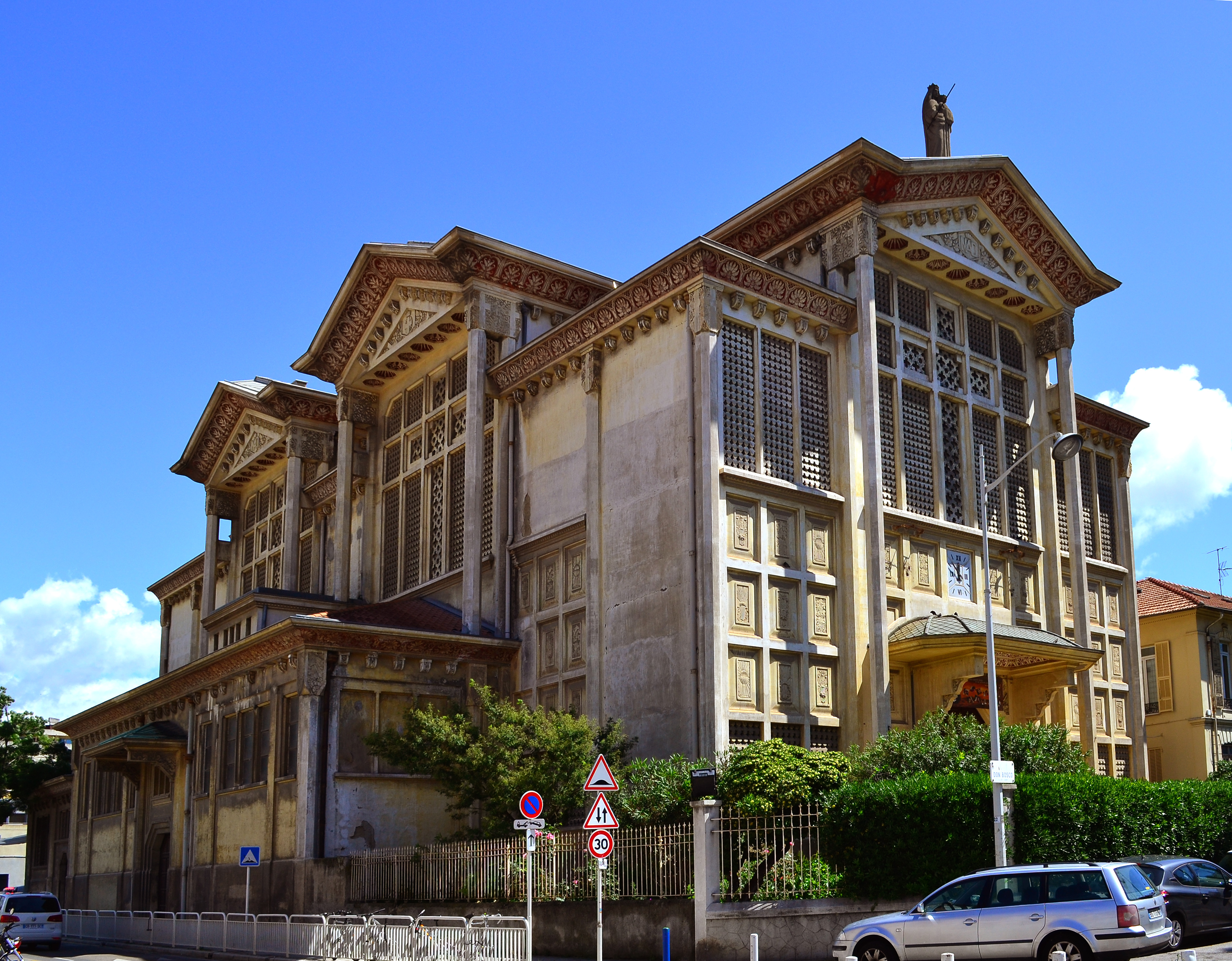
圣母佑瞻教堂
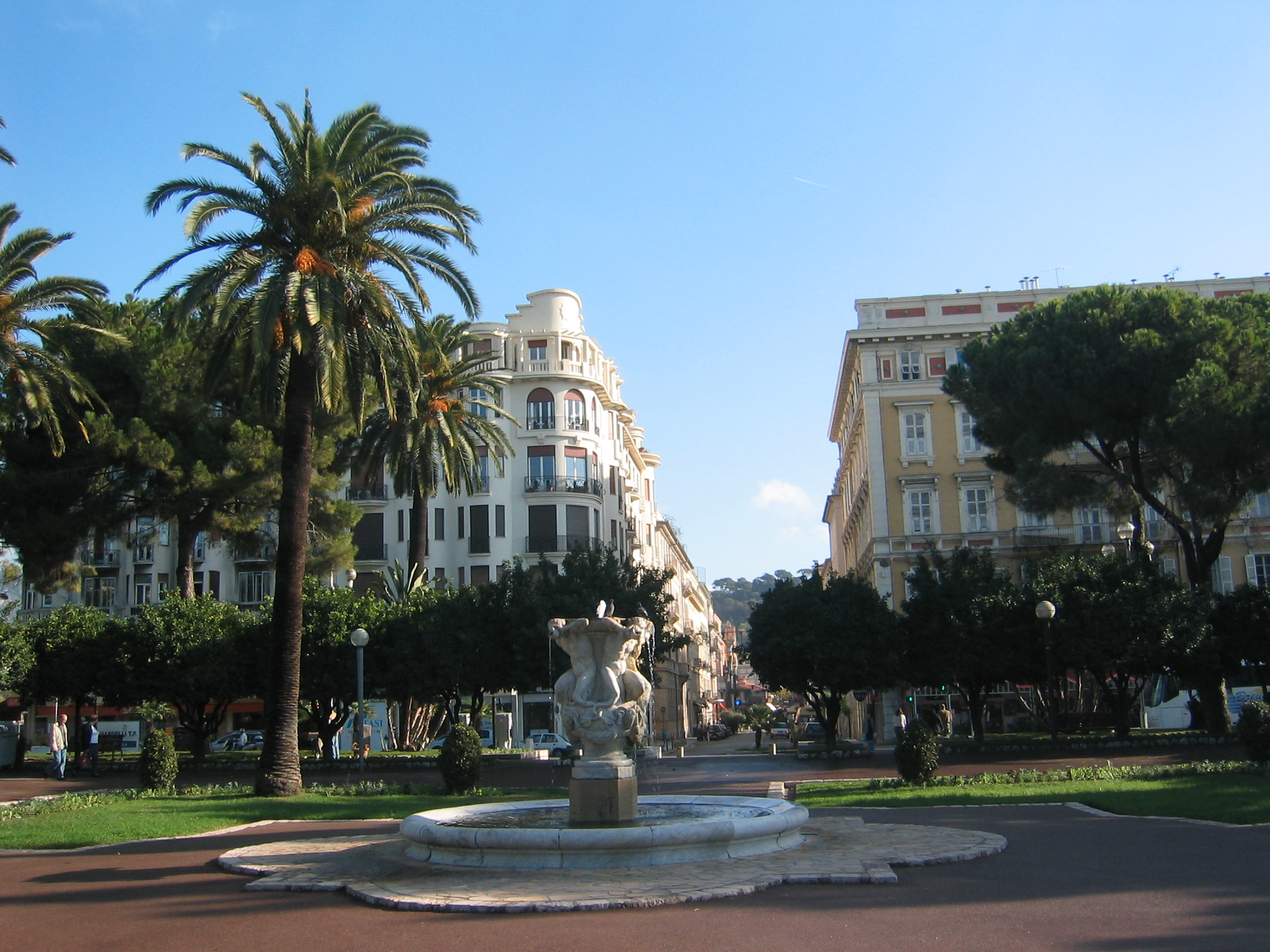
特里通街心花园
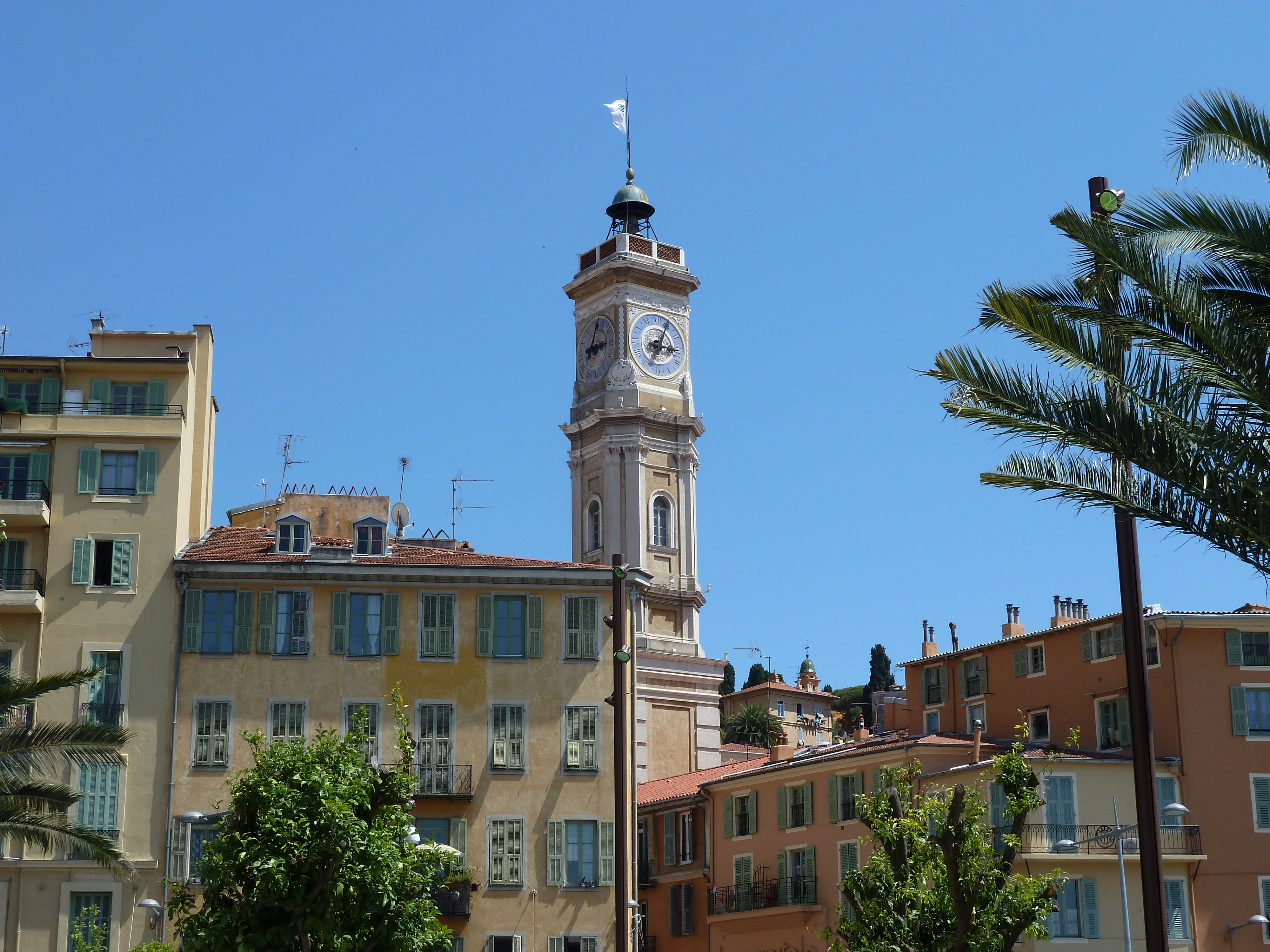
圣弗朗索瓦钟楼

### 宗教

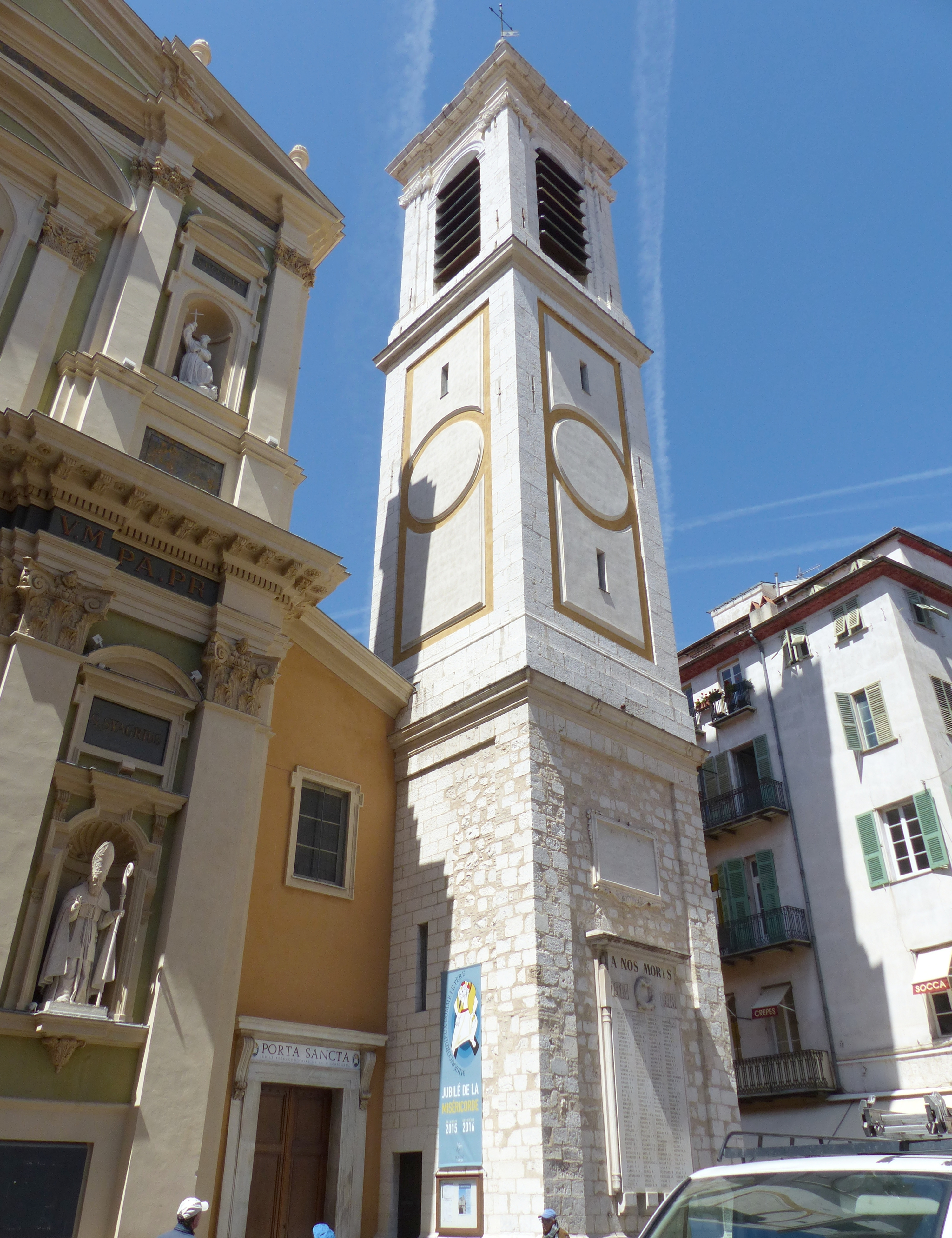
尼斯主教座堂的钟楼

尼斯是天主教尼斯教区的首府，该教区下辖12个堂区，尼斯圣萊伯拉大主教座堂是其主教座堂，建于17世纪末，自1906年起被列入法国国家文物保护单位。
尼斯境内亦有大规模的穆斯林团体，截止2020年5月，当地共有5处清真寺、3处祷告室和2个穆斯林联盟会，其中尼斯拉玛大清真寺是滨海阿尔卑斯省境内规模最大的伊斯兰宗教场所。

### 旅游
尼斯是法国南部重要的旅游城市，被《米其林旅游杂志》评为“三星级推荐”。1864年，俄国皇帝亚历山大二世曾在尼斯度假，使得尼斯在俄国及东欧地区获得一定知名度，20世纪后，随着交通的发展，尼斯吸引了大批来自北方寒冷地区的游客，当地兴建了多处旅游及相关服务设施。1912年，位于尼斯市中心的内格雷斯科酒店建成，成为当地最豪华的酒店设施，于2009年被评为五星级酒店，其建筑本身亦为法国文物保护单位。2018年，尼斯境内设有一处游客接待服务中心，共建有171个宾馆共计9,873间房间。

### 媒体
法国主要的媒体均可在尼斯接收，法国电视三台下属的普罗旺斯-阿尔卑斯-蔚蓝海岸大区频道在部分时段播出尼斯所属区域的地方新闻。

### 语言
尼斯地区历史上通用尼斯方言，后者是奥克语普罗旺斯方言的一个次方言。自19世纪后，随着现代法语的推广和普及，尼斯方言已不再被当地民众使用。

### 美食
尼斯的地方美食被统称为“尼斯菜”，该菜系兼有意大利菜和普罗旺斯菜的特点，以海产品及地中海农产品为主材料。其代表性菜肴包括尼斯沙拉、波尔凯塔烤肉、尼斯水饺、尼斯煎蛋饼、蓬蒿饼、尚索尔奶酪等。
尼斯亦为法国普罗旺斯葡萄酒产区的组成部分，当地所产的贝莱葡萄酒为法国地理标志保护产品。

## 相关人物
意大利政治家朱塞佩·加里波底出生于尼斯，当地建有其雕像及以其命名的广场。

## 友好城市
截至2020年4月，尼斯共与28座城市互为友好城市关系。
| - 義大利 库内奥 - 義大利 索伦托 - 苏格兰 爱丁堡 - 加拿大 拉瓦勒 - 美国 迈阿密 - 美国 休斯敦 - 美国 新奥尔良 | - 德国 纽伦堡 - 波蘭 格但斯克 - 俄羅斯 圣彼得堡 - 匈牙利 塞格德 - 希腊 塞萨洛尼基 - 乌克兰 雅尔塔 - 哥伦比亚 卡塔赫纳 | - 中国 杭州市 - 中国 厦门市 - 日本 鎌倉市 - 马达加斯加 塔那那利佛 - 泰國 普吉府 - 加彭 利伯维尔 - 菲律賓 马尼拉 | - 新喀里多尼亞 努美阿 - 留尼汪 圣但尼 - 南非 开普顿 - 巴西 里约热内卢 - 西班牙 圣克鲁斯-德特内里费 - 西班牙 阿利坎特 - 突尼西亞 苏塞 |

### 著作
- Maurice Bordes. . Toulouse: Privat. 1976: 488. ASIN B0014L8E6Q （法语）.
- Michel Derlange. . Toulouse: Privat. 1993: 295. ISBN 978-2708994140 （法语）.
- Paul Catesla. . Gilletta Editions. 2006: 570. ISBN 978-2903574741 （法语）.

### 分类
历史类
1. ↑  Ernest Nègre. . Genève: Librairie Droz. 1990: 288. ISBN 978-2-600-02883-7 （法语）.
2. ↑  Henry de Lumley. . . Toulouse: CNRS. 2009: 488. ISBN 978-2271069399 （法语）.
3. ↑  Alain Ruggiero. . Toulouse: Privat. 2006: 17. ISBN 978-2708983359 （法语）.
4. ↑  Maurice Bordes. . Toulouse: Privat. 1976: 488. ASIN B0014L8E6Q （法语）.
5. ↑  Adolfo J. Domínguez. . Oxford: Oxford University Press. 2004: 157–171 （英语）.
6. ↑  Michel Bats. . . Pallas. 2012: 145–156. ISBN 978-2-8107-0226-8 （法语）.
7. ↑  . reconstitution-romaine.com.   [2020-05-06]. （原始内容存档于2020-05-09） （法语）.
8. ↑  ville de Nice. . nice.fr.   [2020-05-06]. （原始内容存档于2020-05-09） （法语）.
9. ↑  Le Point. . lepoint.fr. 2010-10-28  [2020-05-06]. （原始内容存档于2020-05-09） （法语）.
10. ↑  Ugo Bellagamba. . Saint-Laurent-du-Var: Mémoires Millénaires. 2009: 179. ISBN 978-2-9526647-5-2 （法语）.
11. ↑  Vincent Boqueho (编). . herodote.net. 2019-11-07  [2020-05-06]. （原始内容存档于2020-05-09） （法语）.
12. ↑  Gianluigi Barni. . Paris: Éditions Albin Michel. 1975. ISBN 2226000712 （法语）.
13. ↑  GUIZOT François. . Paris: J.L.J Brière. 1823 （法语）.
14. ↑  Nebla (编). . paisnissart.com. 2008-11-27  [2020-05-06]. （原始内容存档于2020-05-09） （法语）.
15. ↑  Thierry Pécout. . Paris: Éditions Perrin. 2004. ISBN 978-2262019228 （法语）.
16. ↑  département des Alpes-Maritimes (编). . departement06.fr.   [2020-05-06]. （原始内容存档于2020-05-09） （法语）.
17. ↑  Giuliano Ferretti. . Paris: Garnier Classiques. 2019: 683. ISBN 2406094154 （法语）.
18. ↑  André Compan.  (PDF). Provence historique. 1953: 17–34  [2020-05-04]. （原始内容存档 (PDF)于2020-09-08） （法语）.
19. ↑  . herodote.net. 2019-09-17  [2020-05-06]. （原始内容存档于2020-05-09） （法语）.
20. ↑  Abbé E. Tisserand. . Nice: Librairies Visconti et Delbecchi. 1862 （法语）.

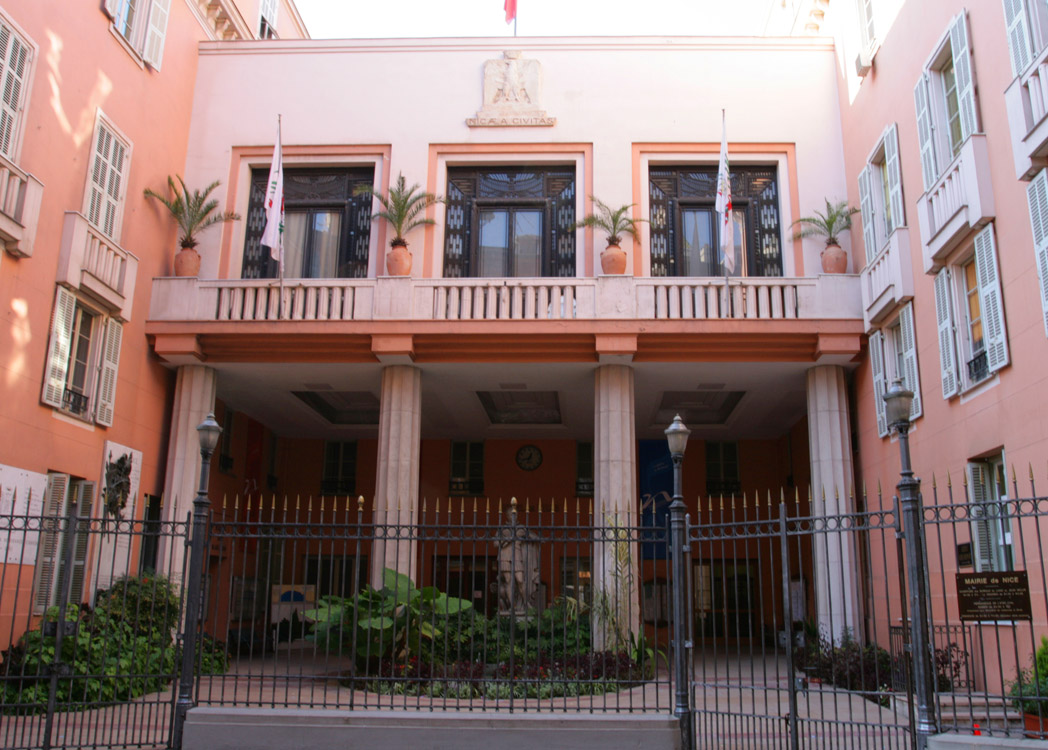
尼斯市政府

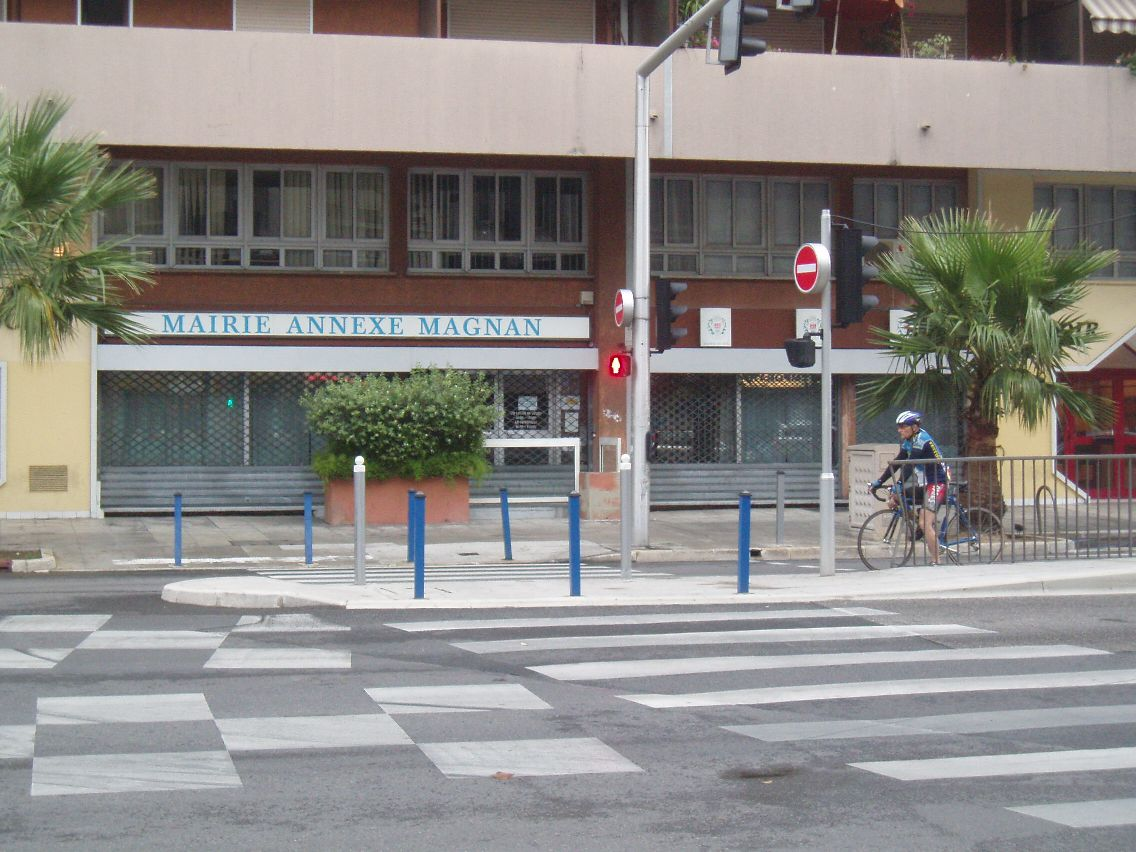
马尼昂街区政务中心

21. ↑  Christian Estrosi. . Michel Lafon. 2019: 556. ISBN 978-2-7499-4115-8 （法语）.
22. ↑  Georges DOUBLET. . Revue Nice Historique. 1935 （法语）.
23. ↑  Marie-Nicolas Bouillet et Alexis Chassang. . 1878 （法语）.
24. ↑  ville de Nice.  (pdf). nice.fr.   [2020-05-06]. （原始内容存档 (PDF)于2020-05-09） （法语）.
25. ↑  le département des Alpes-Maritimes. . departement06.fr.   [2020-05-06]. （原始内容存档于2020-05-09） （法语）.
26. ↑  Albert Malet et Jules Isaac. . Paris: Hachette. 1929 （法语）.
27. ↑  . napoleon.org.   [2020-05-06]. （原始内容存档于2020-05-09） （法语）.
28. ↑  Jacques Basso. . Paris: Librairie générale de droit et de jurisprudence. 1968: 397. ASIN B0014YIZ1W （法语）.
29. ↑  . unt.unice.fr.   [2020-05-06]. （原始内容存档于2020-05-28） （法语）.
30. ↑  EHESS. . cassini.ehess.fr.   [2020-05-06]. （原始内容存档于2012-03-06） （法语）.
31. ↑  Nice Matin. . nicematin.com. 2019-08-09  [2020-05-06]. （原始内容存档于2020-05-09） （法语）.
32. ↑  Jeannine Verdès-Leroux. . Paris: éditions Fayard. 2001: 506. ISBN 978-2213609683 （法语）.
33. ↑  Le HuffPost avec AFP (编). . huffingtonpost.fr. 2019-11-22  [2020-05-06]. （原始内容存档于2020-05-09） （法语）.
34. ↑  . touteleurope.eu. 2008-08-27  [2020-05-06]. （原始内容存档于2020-05-09） （法语）.
35. ↑  20 Minutes (编). . 20minutes.fr. 2016-07-15  [2020-05-06]. （原始内容存档于2020-05-09） （法语）.
36. ↑  . BBC. 2020-10-29  [2020-10-30]. （原始内容存档于2020-10-29）.
37. ↑  Jean Robert. . Montreuil: Fuseau impr. 1961: 101 （法语）.

地理类
1. ↑  BRGM. . brgm.fr.   [2020-05-06]. （原始内容存档于2017-04-23） （法语）.
2. ↑  collectivites-locales.gouv.fr. . collectivites-locales.gouv.fr.   [2020-05-06]. （原始内容存档于2017-08-03） （法语）.
3. ↑  insee.fr. . insee.fr.   [2020-05-06]. （原始内容存档于2018-07-24） （法语）.
4. ↑  sig.ville.gouv.fr. . sig.ville.gouv.fr.   [2020-05-06]. （原始内容存档于2020-05-09） （法语）.
5. ↑  ZOU!. . services-zou.maregionsud.fr.   [2020-05-06]. （原始内容存档于2020-05-09） （法语）.
6. ↑  TER PACA (编). . ter.sncf.com.   [2020-05-06]. （原始内容存档于2020-05-09） （法语）.
7. ↑  Michel BOVAS (编). . tourmag.com. 2013-07-10  [2020-05-06]. （原始内容存档于2020-05-09） （法语）.
8. ↑  SNCF Open data (编). . ressources.data.sncf.com.   [2020-05-06]. （原始内容存档于2020-05-09） （法语）.
9. ↑  TER PACA (编). . ter.sncf.com.   [2020-05-06]. （原始内容存档于2020-05-09） （法语）.
10. ↑  TER PACA (编). . ter.sncf.com.   [2020-05-06]. （原始内容存档于2020-05-09） （法语）.
11. ↑  Union des aéroports français (编).  (pdf). aeroport.fr.   [2020-05-06]. （原始内容存档 (PDF)于2020-05-11） （法语）.
12. ↑  Vincent Esposito (编). . vol-retarde.fr. 2019-02-22  [2020-05-06]. （原始内容存档于2020-05-09） （法语）.
13. ↑  Côte d'Azur. . cote.azur.fr.   [2020-05-06]. （原始内容存档于2020-05-09） （法语）.
14. ↑  Lignes d'Azur. . lignesdazur.com.   [2020-05-06]. （原始内容存档于2020-05-09） （法语）.
15. ↑  Cassini. . cassini.ehess.fr.   [2020-11-02]. （原始内容存档于2012-03-06） （法语）.

社科类
1. ↑  中国国际航空公司. . airchina.fr.   [2020-05-06]. （原始内容存档于2020-05-09） （中文）.
2. ↑  Chambre de commerce et d'industrie de Nice-Côte d'Azur. . cote-azur.cci.fr.   [2020-05-06]. （原始内容存档于2020-05-09） （法语）.
3. ↑  Alain Ruggiero. . Toulouse: Privat. 2012: 383. ISBN 978-2708983359 （法语）.
4. ↑  KONE (编). . kone.fr.   [2020-05-06]. （原始内容存档于2020-05-09） （法语）.
5. ↑  JDN (编). . journaldunet.fr.   [2020-05-06]. （原始内容存档于2020-05-09） （法语）.
6. ↑  JDN (编). . journaldunet.fr.   [2020-05-06]. （原始内容存档于2020-05-09） （法语）.
7. ↑  JDN (编). . journaldunet.fr.   [2020-05-06]. （原始内容存档于2020-05-09） （法语）.
8. ↑  Académie de Nice (编). . ac-nice.fr.   [2020-05-06]. （原始内容存档于2020-05-09） （法语）.
9. ↑  . ville-valbonne.fr.   [2020-05-06]. （原始内容存档于2020-05-09） （法语）.
10. ↑  . linternaute.com.   [2020-05-06]. （原始内容存档于2020-05-09） （法语）.
11. ↑  . chu-nice.fr.   [2020-05-06]. （原始内容存档于2020-05-09） （法语）.
12. ↑  . linternaute.com.   [2020-05-06]. （原始内容存档于2020-05-09） （法语）.
13. ↑  . linternaute.com.   [2020-05-06]. （原始内容存档于2020-05-09） （法语）.
14. ↑  Métropole Nice Côte d'Azur. . nicecotedazur.org.   [2020-05-06]. （原始内容存档于2020-05-09） （法语）.
15. ↑  Métropole Nice Côte d'Azur. . nicecotedazur.org.   [2020-05-06]. （原始内容存档于2020-05-09） （法语）.
16. ↑  Métropole Nice Côte d'Azur. . nicecotedazur.org.   [2020-05-06]. （原始内容存档于2020-05-09） （法语）.
17. ↑  . linternaute.com.   [2020-05-06]. （原始内容存档于2020-05-09） （法语）.
18. ↑  . linternaute.com.   [2020-05-06]. （原始内容存档于2020-05-09） （法语）.
19. ↑  . linternaute.com.   [2020-05-06]. （原始内容存档于2020-05-09） （法语）.
20. ↑  demarchesadministratives.fr. . demarchesadministratives.fr.   [2020-05-06]. （原始内容存档于2020-05-09） （法语）.
21. ↑  demarchesadministratives.fr. . demarchesadministratives.fr.   [2020-05-06]. （原始内容存档于2020-05-09） （法语）.
22. ↑  . pompiercenter.com.   [2020-05-06]. （原始内容存档于2020-05-09） （法语）.
23. ↑  . linternaute.com.   [2020-05-06]. （原始内容存档于2020-05-09） （法语）.
24. ↑  Vincent-Xavier Morvan (编). . lefigaro.fr. 2018-09-09  [2020-05-06]. （原始内容存档于2020-05-09） （法语）.
25. ↑  UNESCO (编). . whc.unesco.org.   [2020-05-06]. （原始内容存档于2020-05-09） （法语）.
26. ↑  Ministère de la Culture (编). . pop.culture.gouv.fr.   [2020-05-06]. （原始内容存档于2020-05-09） （法语）.
27. ↑  France 3 Provence-alpes-cote-d-azur (编). . france3-regions.francetvinfo.fr.   [2020-05-06]. （原始内容存档于2020-05-09） （法语）.
28. ↑  Institut national de l'origine et de la qualité (编). . inao.gouv.fr.   [2020-05-06]. （原始内容存档于2020-05-09） （法语）.

文化类
1. ↑  . linternaute.com.   [2020-05-06]. （原始内容存档于2020-05-09） （法语）.
2. ↑  . villedata.fr.   [2020-05-06]. （原始内容存档于2020-05-09） （法语）.
3. ↑  ville de Nice. . nice.fr.   [2020-05-06]. （原始内容存档于2020-05-09） （法语）.
4. ↑  OGC Nice. . ogcnice.com.   [2020-05-06]. （原始内容存档于2020-05-04） （法语）.
5. ↑  OGC Nice. . ogcnice.com.   [2020-05-06]. （原始内容存档于2020-05-09） （法语）.
6. ↑  Stade Niçois Rugby. . stadenicoisrugby.ovh.   [2020-05-06]. （原始内容存档于2020-05-09） （法语）.
7. ↑  Le Routard (编). . routard.com.   [2020-05-06]. （原始内容存档于2020-05-09） （法语）.
8. ↑  Diocèse de Nice (编). . nice.catholique.fr.   [2020-05-06]. （原始内容存档于2020-05-09） （法语）.
9. ↑  Ministère de la Culture. . pop.culture.gouv.fr.   [2020-05-06]. （原始内容存档于2020-05-09） （法语）.
10. ↑  . lamosqueeducoin.com.   [2020-05-06]. （原始内容存档于2020-05-09） （法语）.
11. ↑  . umam06.com.   [2020-05-06]. （原始内容存档于2020-05-09） （法语）.
12. ↑  Michelin Voyage (编). . voyages.michelin.fr.   [2020-05-06]. （原始内容存档于2020-05-09） （法语）.
13. ↑  Louis Alibert. . Toulouse: Institut d'Estudis Occitans / Institut d'Estudis Catalans. 2000: 530. ISBN 2-85910-274-4 （奥克语）.
14. ↑  Hervé Abalain. . Éditions Jean-Paul Gisserot. 2007: 317. ISBN 978-2-87747-881-6 （法语）.
15. ↑  Jacques Médecin. . Paris: Edition Julliard. 1972. ISBN 2-26000-025-8 （法语）.
16. ↑  Hélène Barale. . Gilletta Éditions. 2006: 144. ISBN 9782915606447 （法语）.

综合类
1. 1 2 3 4  communes.com. . communes.com.   [2020-05-06]. （原始内容存档于2020-05-09） （法语）.
2. 1 2 3 4 5 6 7 8 9 10 11 12 13 14 15 16 17 18  Géoportail. . Géoportail.   [2020-05-06]. （原始内容存档于2017-01-29） （法语）.
3. ↑   in Liddell, Henry George; Scott, Robert (1940) A Greek–English Lexicon, revised and augmented throughout by Jones, Sir Henry Stuart, with the assistance of McKenzie, Roderick. Oxford: Clarendon Press. In the Perseus Digital Library, Tufts University.
4. 1 2  . infoclimat.fr.   [2020-05-06]. （原始内容存档于2020-05-09） （法语）.
5. 1 2  . linternaute.fr.   [2020-05-06]. （原始内容存档于2020-05-09） （法语）.
6. 1 2  Le Monde (编). . lemonde.fr.   [2020-05-06]. （原始内容存档于2020-05-05） （法语）.
7. 1 2  . linternaute.fr.   [2020-05-06]. （原始内容存档于2020-05-09） （法语）.
8. ↑  , 2017-12-27, Wikidata Q156616
9. ↑  , 法国国家统计与经济研究所, 2018-12-27, Wikidata Q63330390, （原始内容存档于4 January 2019） （法语）
10. ↑  . 法国国家统计与经济研究所.   [2021年6月4日].
11. 1 2 3  . linternaute.com.   [2020-05-06]. （原始内容存档于2020-05-09） （法语）.